# Список угрожаемых видов животных
Список угрожаемых видов животных содержит перечень видов животных (Animalia), которым Международным союзом охраны природы и природных ресурсов (МСОП) присвоены охранные статусы «Уязвимый вид» (Vulnerable species, ), «Вымирающий вид» (Endangered species, ) либо «Вид на грани исчезновения» (Critically Endangered species, ). Наиболее многочисленные группы животных, большое количество редких и исчезающих видов которых занесено в Красный список угрожаемых видов МСОП, представлены в отдельных списках. В настоящее время в Красный список угрожаемых видов МСОП (The IUCN Red List of Threatened Species) занесено 13 267 редких и исчезающих видов и 352 подвида животных, из них 6 102 вида и 120 подвидов — уязвимые, 4 314 видов и 140 подвидов — вымирающие и 2 851 вид и 92 подвида — находящиеся на грани исчезновения. Ещё 34 вида и 5 подвидов животных значатся в данном списке как исчезнувшие в дикой природе (категория «Исчезнувшие в дикой природе», Extinct in the Wild, ), а 748 видов и 20 подвидов — как уже полностью вымершие (категория «Исчезнувший вид», Extinct species, ). Они также представлены в этом перечне.

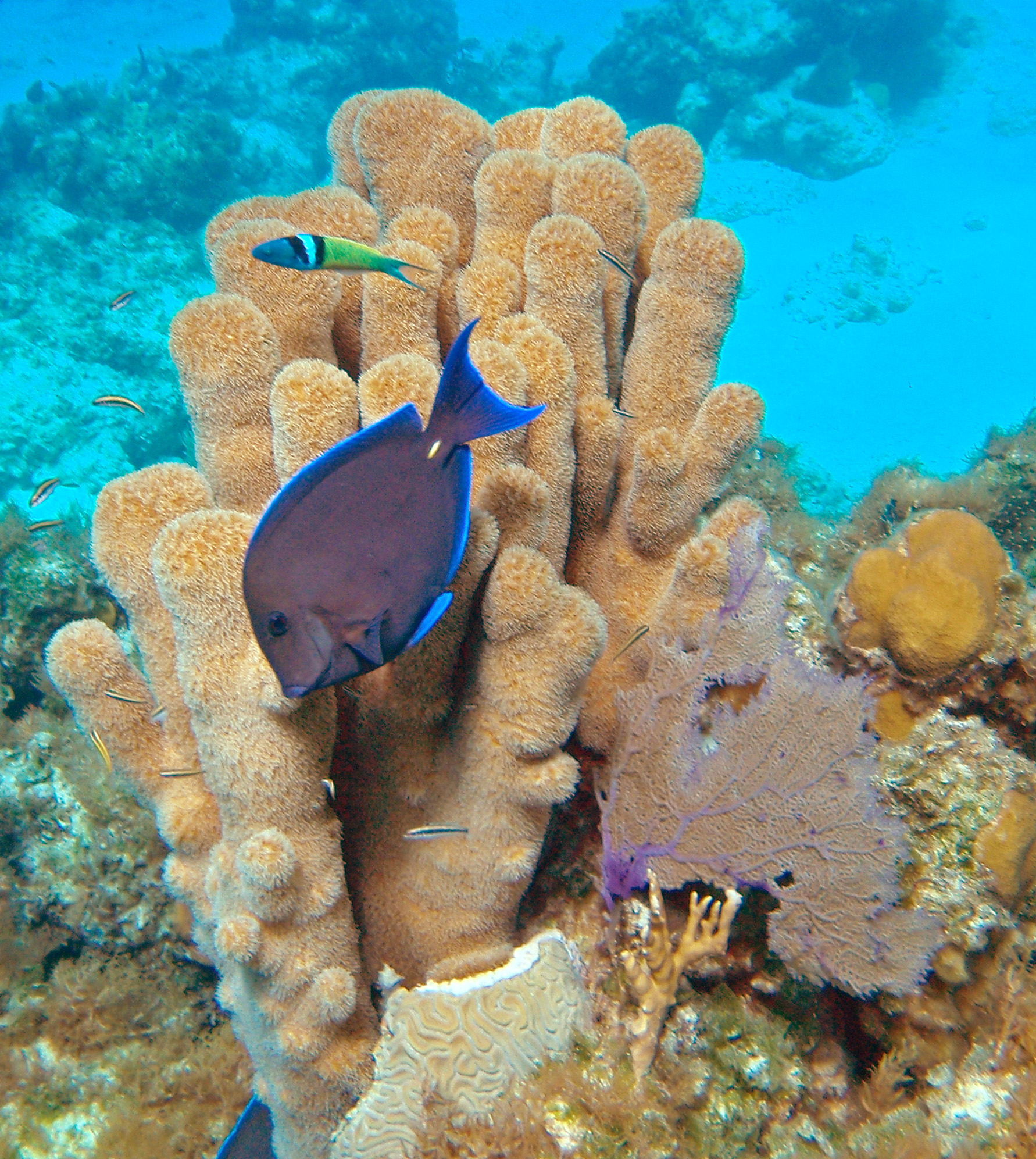
Dendrogyra cylindrus, уязвимый вид коралловых полипов из Карибского моря

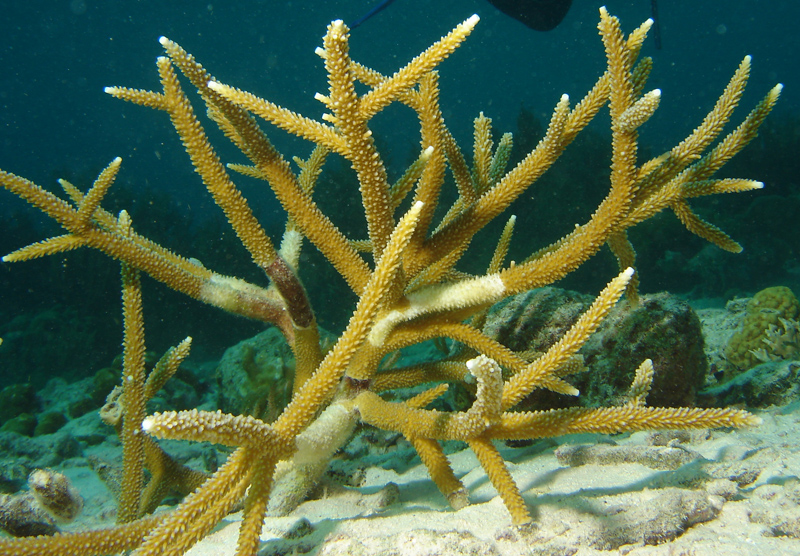
Acropora cervicornis, находящийся на грани исчезновения вид кораллов из Карибского моря

## ТипСтрекающие(Cnidaria)
См. Список угрожаемых видов стрекающих
В Красный список угрожаемых видов МСОП занесено 239 редких и исчезающих видов стрекающих, из них 204 вида — уязвимые, 28 видов — вымирающие и 7 видов — находящиеся на грани исчезновения. Все эти виды стрекающих относятся к классам гидроидных (Hydrozoa) и коралловых полипов (Anthozoa). Все они, кроме актиний и морских перьев (3 вида), являются организмами, образующими кораллы и участвующими в формировании коралловых рифов.

## ТипПлоские черви(Platyhelminthes)

### КлассRhabditophora

#### ОтрядТрёхветвистые планарии(Tricladida)
Romankenkius pedderensis — считавшийся до недавнего времени вымершим вид мелких (до 7 мм в длину) водяных червей из семейства Dugesiidae, эндемик озера Педдер, расположенного в южной части острова Тасмания (Австралия). После преобразования естественного озера в водохранилище в 1972 году, считалось, что этот вид вымер, однако в начале 2000-х годов этих червей вновь удалось обнаружить в озере.

## ТипНемертины(Nemertea)

### КлассВооружённые немертины(Enopla)

#### ОтрядMonostilifera

##### СемействоProsorhochmidae
Antiponemertes allisonae — вид червей-немертин, известный по единичной находке в 1961 году поблизости залива Menzies на восточном побережье Южного острова Новой Зеландии. Этих червей обнаружили под брёвнами в открытых кустарниковых зарослях. С тех пор эта местность была сильно изменена под воздействием пасущихся интродуцированных оленей, пригодных для обитания этих червей мест осталось очень мало. Предпринятые в 1988 году поиски этого вида были безуспешными. Вполне вероятно, что он уже полностью вымер.

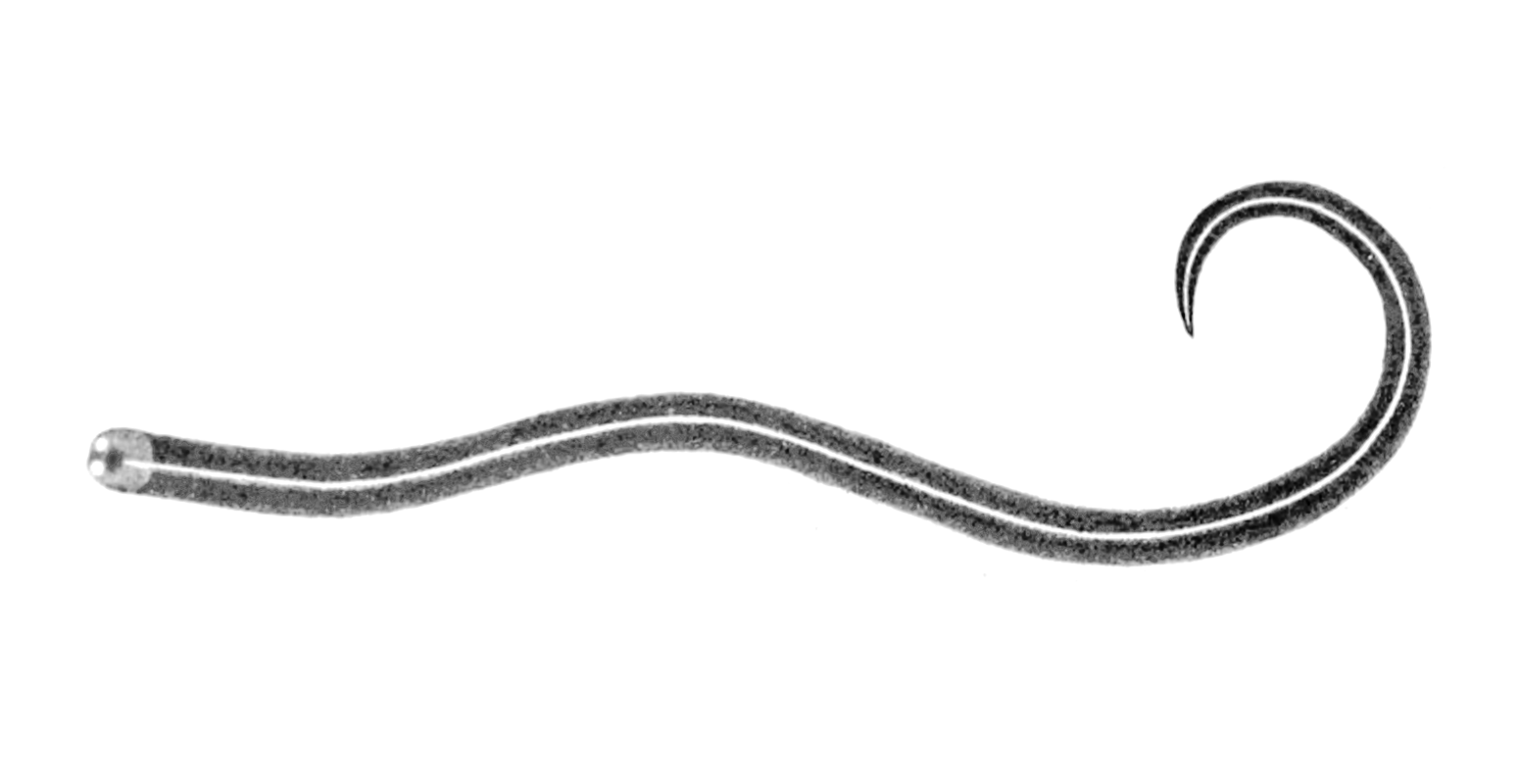
Geonemertes rodericana

 Geonemertes rodericana — вымерший вид немертин, был эндемиком острова Родригес (Маскаренские острова, западная часть Индийского океана). Обитал во влажных лесах острова в лесной подстилке, где этих червей находили под разлагающимися опавшими листьями и на гниющей древесине. Однако в конце XIX — начале XX века все леса на этом маленьком острове были полностью уничтожены человеком с целью развития сельского хозяйства. И хотя на некоторых участках лес был высажен повторно, на протяжении нескольких десятилетий на острове не было подходящей среды обитания для этих животных. Последняя находка этого вида датируется 1918 годом. Предпринятые в 1993 году поиски этих немертин не дали результатов. Предположительно вид вымер ещё в начале XX века.
 Katechonemertes nightingaleensis — эндемик небольшого острова Найтингейл (площадь 3,2 км²) в архипелаге Тристан-да-Кунья, находящегося в центре южной части Атлантического океана. Обитает в верхней части литорали, выше уровня прилива, но в пределах досягаемости штормовых брызг. Держится под камнями вблизи разлагающейся растительности. В 2011 году вблизи острова произошёл разлив нефти, которая окружила весь остров. Последствия данного события для этих немертин ещё не выяснены.
 Prosadenoporus agricola — эндемик главного из Бермудских островов (северо-западная Атлантика), где обитает от верхней части литорали до более сухих участков мангровых болот и склонов холмов. Держится под камнями, во влажной земле, поселяется в ходах земляных червей. Активное освоение острова, строительство и туризм привели к катастрофическому сокращению пригодных для обитания этих червей мест. Последний раз немертин этого вида находили в 1966 году на одном небольшом участке. В настоящее время вид, возможно, уже вымер.

## ТипКольчатые черви(Annelida)

### КлассПоясковые черви(Clitellata)

#### ПодклассМалощетинковые черви(Oligochaeta)

##### СемействоAcanthodrilidae
Acanthodrilus kermadecensis — эндемик острова Рауль, самого крупного в архипелаге Кермадек (юго-западная часть Тихого океана). Вид известен по 3 экземплярам, найденным в 1949 году в тёплой почве под мхом возле отверстия фумаролы в главном кратере острова.
 Decachaetus erici — открытый в 2010 году вид земляных червей, известный по единственному экземпляру, найденному в долине «Happy Valley» на северо-западе Южного острова Новой Зеландии в зарослях кустов мануки Leptospermum scoparium. Найденная особь имела тёмную пигментацию.
 Decachaetus minor — вид земляных червей, известный по 6 экземплярам, найденным в 1952 году в низине между горами на территории лесного парка Виктория на северо-западе Южного острова Новой Зеландии. Червей нашли в почве под деревьями Fuscospora fusca и Lophozonia menziesii.
 Diplotrema bilboi — ещё один открытый в 2010 году вид земляных червей, известный по 3 бледноокрашенным экземплярам, найденным в зарослях кустов мануки Leptospermum scoparium в долине «Happy Valley» на северо-западе Южного острова Новой Зеландии.
 Maoridrilus felix — ещё один открытый в 2010 году вид земляных червей, известный по 2 тёмноокрашенным экземплярам, найденным среди кочек травы в долине «Happy Valley» на северо-западе Южного острова Новой Зеландии. Обе найденные особи стали голотипами для 2 подвидов данного вида.

##### СемействоMegascolecidae
Anisochaeta animae — эндемик Северного острова Новой Зеландии, где обитает на маленьком участке площадью 4 км² на самом севере полуострова Аупоури на крайней северо-западной оконечности острова. Последний раз этих земляных червей находили в 1946 году.
 Aporodrilus mortenseni — вид земляных червей, известный по единичной находке в 1915 году в саду на территории города Палмерстон-Норт на юге Северного острова Новой Зеландии. С тех пор этих червей больше никогда и нигде не находили.
 Diporochaeta chathamensis — эндемик острова Чатем в юго-западной части Тихого океана недалеко от Новой Зеландии. Небольшие, около 5 см в длину, земляные черви розово-жёлтого цвета. Вид известен по 7 экземплярам, собранным примерно в 1900 году на торфяном болоте острова. С тех пор этих червей больше не находили.
 Diporochaeta pounamu — открытый в 2010 году вид земляных червей, известный по единственному экземпляру, найденному в долине «Happy Valley» на северо-западе Южного острова Новой Зеландии. Крупная особь длиной 30 см необычного насыщенного зелёного цвета была обнаружена на глубине около 20 см во влажной торфяно-суглинистой почве в зарослях мануки непосредственно под растительностью.
 Diporochaeta radula — открытый также в 2010 году вид земляных червей, был найден в той же долине на северо-западе Южного острова Новой Зеландии, что и предыдущий вид. Также известен лишь по типовому экземпляру, обнаруженному тоже во влажной торфяно-суглинистой почве в зарослях мануки. Однако этот червь значительно меньше, длиной 5 см, окраска с зелёным оттенком.

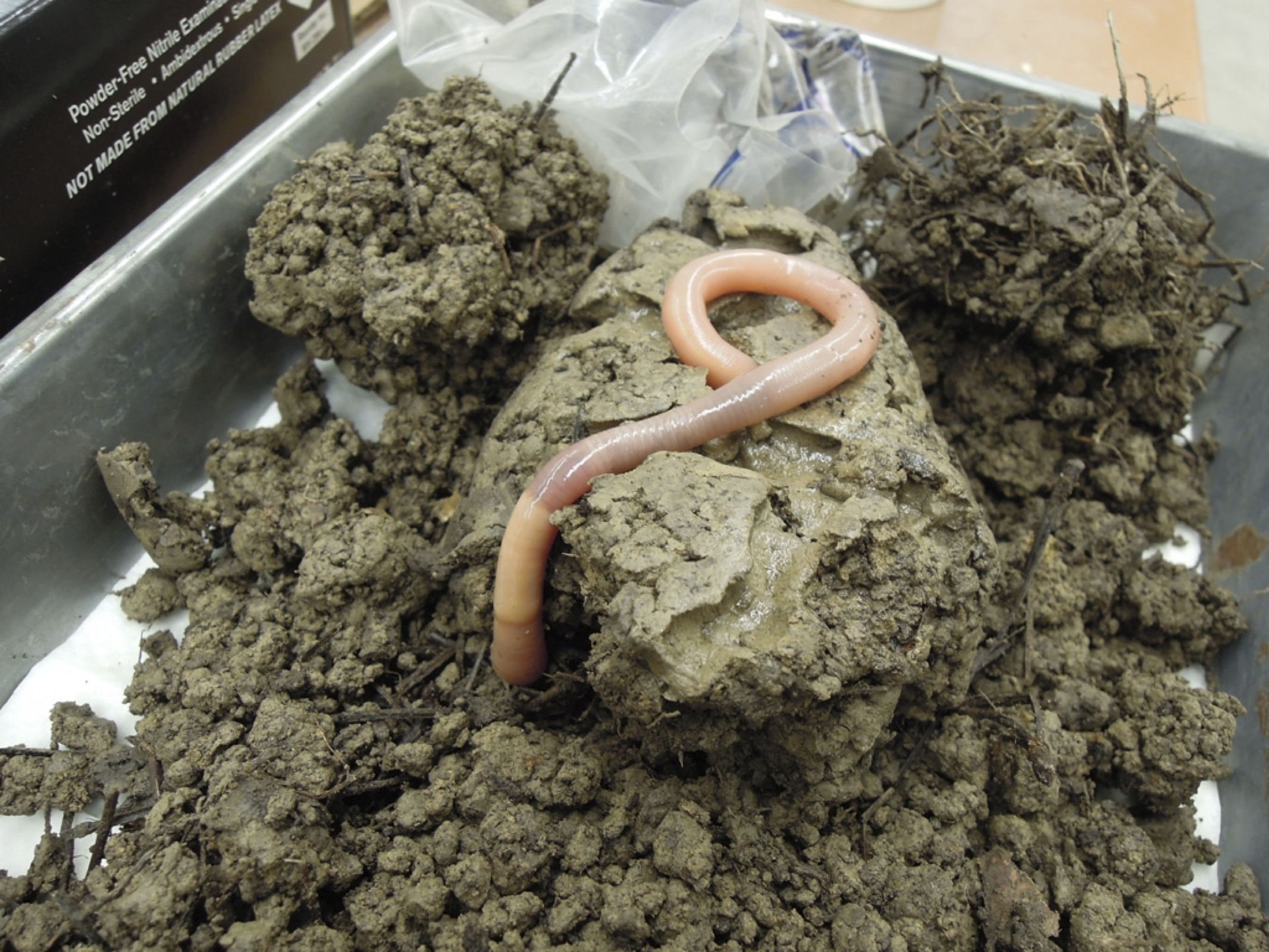
Driloleirus americanus

 Driloleirus americanus — вид гигантских, достигающих почти 1 м длины, земляных червей из семейства Megascolecidae, распространённых на западе Северной Америки в регионе Палус на юго-востоке штата Вашингтон и на западе центральной части Айдахо, США. В конце XIX века был очень многочисленным, однако интенсивное развитие сельского хозяйства в этот регионе привело к значительному сокращению численности популяции этого вида. За последние десятилетия этих червей находили всего несколько раз: в 1988, 2005 и 2010 годах.
 Driloleirus macelfreshi — вымирающий вид гигантских земляных червей, эндемик штата Орегон, США (крайний запад Северной Америки), где в настоящее время встречается в долине Уилламетт и в пределах Орегонского прибрежного горного хребта. Могут достигать длины 1,32 м. Обитают в мелкозернистых богатых глиной естественных почвах хвойных (псевдотсуга Мензиса, пихта великая) и широколиственных (клён крупнолистный) лесов, предпочитая хорошо дренированные, но влажные почвы.
 Hypolimnus pedderensis — вымерший вид земляных червей, известный по единственному, типовому экземпляру, найденному в 1971 году на берегу озера Педдер на юге острова Тасмания (Австралия). В 1972 году этот район был затоплен для нужд гидроэлектроэнергетики. Во время предпринятого в 1996 году исследования земляных червей озера Педдер выявить представителей данного вида не удалось, конспецифичных ему видов также не было обнаружено. Поэтому вид H. pedderensis, скорее всего, уже полностью вымер вследствие уничтожения его уникальной среды обитания.

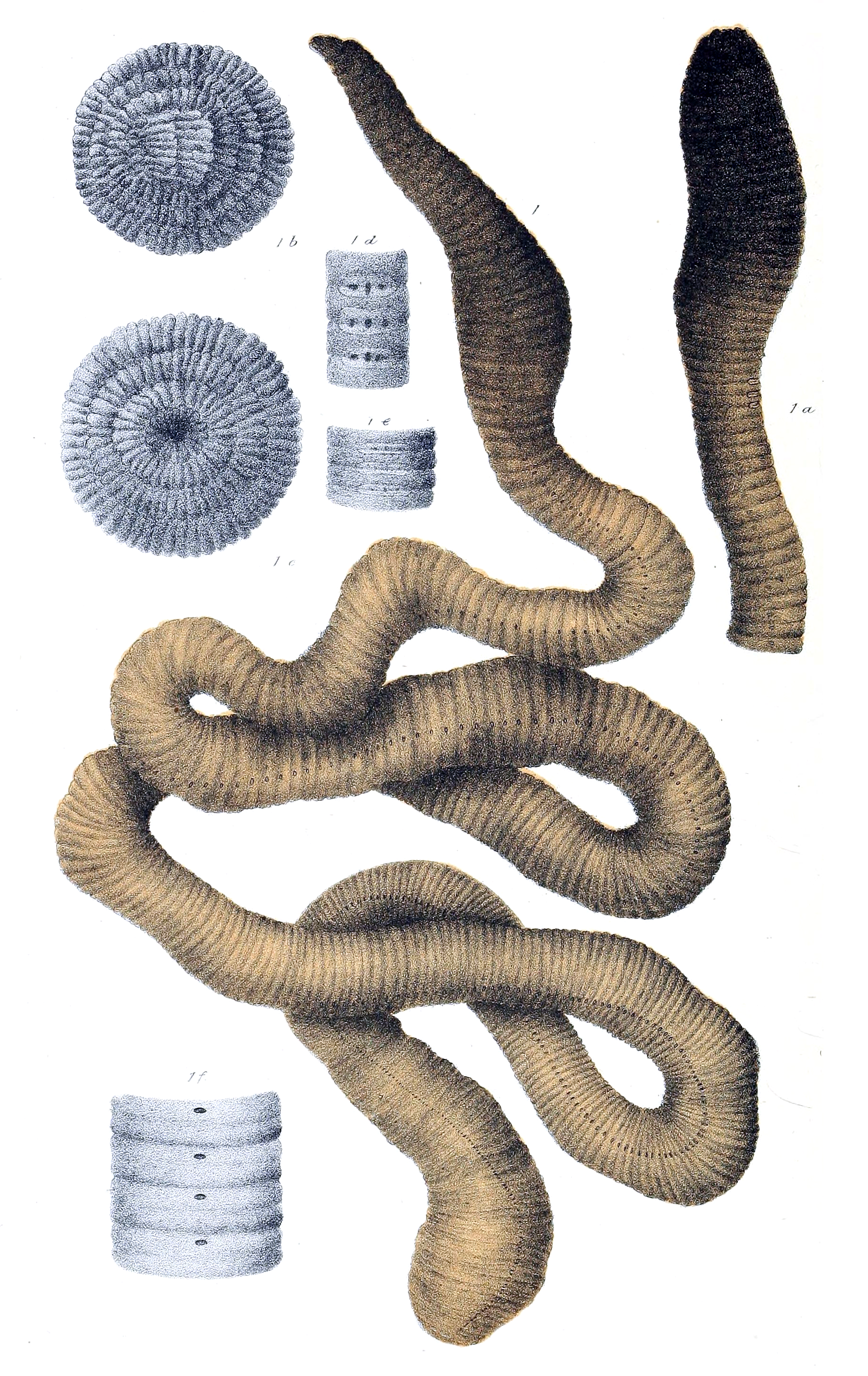
Megascolides australis

 Megascolides australis — вымирающий вид гигантских земляных червей, достигающих 80—100 см, а по некоторым данным до 3 м, в длину, эндемик крайнего юго-востока Австралии, где обитает на юге и западе региона Гиппсленд в штате Виктория. Ареал вида сильно сокращён и фрагментирован под воздействием человеческой деятельности, в первую очередь развития сельского хозяйства. Угрожают виду также изменения гидрологического режима и загрязнение окружающей среды пестицидами и гербицидами.
 Perionychella ngakawau — ещё один открытый в 2010 году вид земляных червей, также известен по единственному экземпляру (голотипу), найденному в долине «Happy Valley» на северо-западе Южного острова Новой Зеландии в зарослях кустов мануки.
 Tokea huttoni — вид земляных червей, известный по единичной находке около 1900 года в восточной части полуострова Окленд на северо-западе Северного острова Новой Зеландии, на территории города Фангареи. С 1905 года этих червей не находили ни разу, специально предпринятые в 1959 году поиски этого вида оказались безуспешными.
 Tokea kirki — вид земляных червей, известный по 5 экземплярам, найденным в 1902 году в северной части полуострова Окленд на северо-западе Северного острова Новой Зеландии. С тех пор червей этого вида больше не находили.
 Tokea orthostichon — вымерший вид земляных червей, известный по единственному экземпляру, найденному в середине XIX века в районе горы Маунгареи на полуострове Окленд на северо-западе Северного острова Новой Зеландии. Недавно проведённые поиски этого вида червей были безуспешными.
 Tokea unipapillata — вид земляных червей, известный по единственному экземпляру, найденному среди кустарниковых зарослей в местности Оропи в северной части Северного острова Новой Зеландии в 1899 году экспедицией Георга Тилениуса.
 Zacharius obo — ещё один открытый в 2010 году вид земляных червей, также известный по единственному экземпляру, найденному в долине «Happy Valley» на северо-западе Южного острова Новой Зеландии в кустарнике. Найденная особь была длиной 2,7 см белого цвета без пигментации.

##### СемействоOctochaetidae
Deinodrilus gorgon — эндемик Южного острова Новой Зеландии, где найден в верхнем слое почвы среди зарослей травы и кустарников на северо-западном побережье острова.
 Deinodrilus medusa — ещё один открытый в 2010 году вид земляных червей, известный по 2 экземплярам (голотип и паратип), найденным в долине «Happy Valley» на северо-западе Южного острова Новой Зеландии в зарослях кустов мануки. Окраска обоих особей бледная.
 Octochaetus diememoratio — ещё один открытый в 2010 году вид земляных червей, известный по единственному экземпляру (голотипу), найденному в зарослях кустов мануки в долине «Happy Valley» на северо-западе Южного острова Новой Зеландии. Найденная особь была крупного размера, пигментация отсутствовала.
 Octochaetus kenleei — ещё один открытый в 2010 году вид земляных червей, известный по единственному экземпляру (голотипу), найденному в зарослях кустов мануки в долине «Happy Valley» на северо-западе Южного острова Новой Зеландии. Найденная особь была крупного размера, пигментация отсутствовала
 Octochaetus levis — вид земляных червей, известный по единственному экземпляру, найденному примерно в 1876 году в местности Хампден (северо-восток региона Отаго, неподалёку от побережья) на юго-востоке Южного острова Новой Зеландии. С тех пор червей этого вида больше не находили. Возможно, вид уже вымер.
 Octochaetus microchaetus — ещё один вид земляных червей, известный также по единственному экземпляру, найденному примерно в 1876 году в местности Хампден на юго-востоке Южного острова Новой Зеландии. Представителей этого вида с тех пор также больше не находили и, возможно, вид также является уже вымершим

### КлассМногощетинковые черви(Polychaeta)

#### СемействоNerillidae
Leptonerilla prospera (= Mesonerilla prospera) — находящийся на грани исчезновения вид микроскопических (длина около 1,5—2 мм) многощетинковых червей, эндемик морских известняковых карстовых пещер Бермудских островов (северо-западная Атлантика), где обитает в анхиалинных заводях, в илистых наносах на поверхности камней. В настоящее время пещерная система Walsingham, в которой обнаружены эти полихеты, является природным заповедником.

## ТипОнихофоры(Onychophora)

### КлассUdeonychophora

#### СемействоPeripatidae
Macroperipatus insularis — эндемик острова Гаити (Большие Антильские острова, Карибское море).
 Speleoperipatus spelaeus — эндемик острова Ямайка.

#### СемействоPeripatopsidae

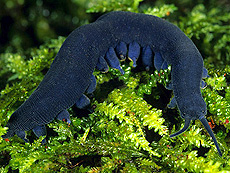
Peripatoides indigo

Opisthopatus roseus — эндемик леса Нгеле (Ингели) в Южной Африке, расположенного в регионе Восточный Грикваланд на юге провинции Квазулу-Натал ЮАР. От других перипатов отличается ярко-розовой окраской. Основную угрозу для вида представляет уничтожение данного лесного массива.
 Peripatoides indigo — эндемик Южного острова Новой Зеландии, встречается на крайнем севере острова.
 Peripatoides suteri — эндемик Северного острова Новой Зеландии, встречается в западной части острова.
 Peripatopsis alba — пещерный вид перипатов, эндемик двух пещерных систем (Wynberg и Bats) Столовой горы на Капском полуострове на крайнем юге Африки. Перипатов этого вида находили на глубине 30 м в постоянно тёмных участках пещер с постоянно влажными стенами, где единственная растительность — небольшой сероватый лишайник. Угрозу для вида представляет туристическая активность в пещере, в том числе загрязнение воздуха табачным дымом и чрезмерный сбор этих животных (вне естественной среды обитания эти перипаты выживает не более суток).
 Peripatopsis clavigera — эндемик прибрежных лесов крайнего юга Африки, известен из 6 районов, находящихся на юго-востоке Западно-Капской и юго-западе Восточно-Капской провинций ЮАР, в том числе в национальном парке Цицикамма. Обитает в лесной подстилке среди влажных опавших листьев и под гниющими колодами.
 Peripatopsis leonina — узкоареальный вид, известный только из типового местонахождения в районе Сигнальной горы на Капском полуострове на крайнем юге Африки. Перипатов этого вида находили в финбоше, в небольших оврагах, под камнями. С 1912 года не было зафиксировано ни одной находки этих перипатов и вид считали вымершим, однако в начале 2000-х они вновь были обнаружены в пределах своего типового ареала.
 Tasmanipatus anophthalmus — эндемик острова Тасмания.

## ТипЧленистоногие(Arthropoda)

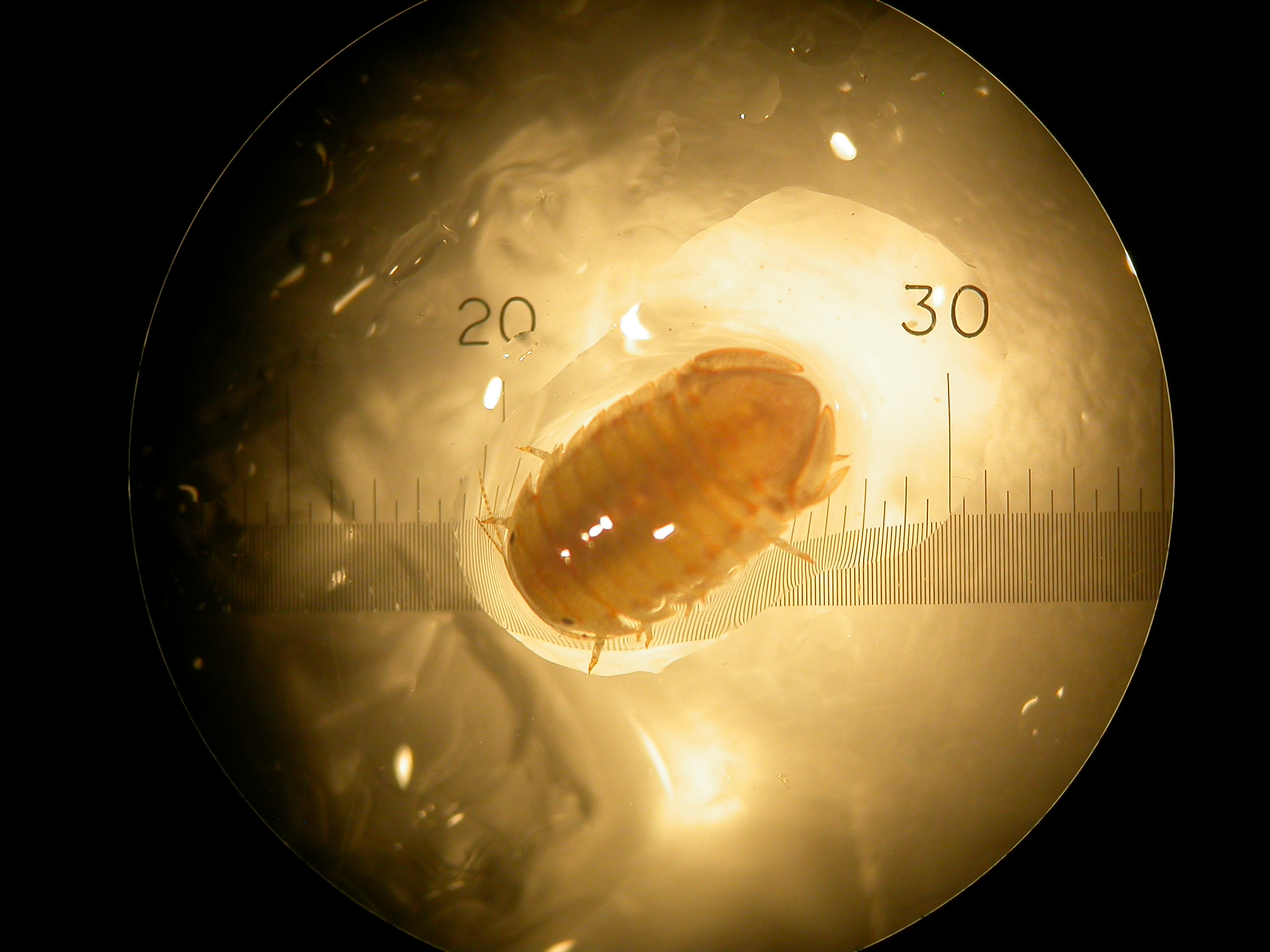
Вымерший в дикой природе рачок Thermosphaeroma thermophilum, был эндемиком одного геотермального источника на юго-западе Северной Америки.

### Ракообразные(Crustacea)
См. Список угрожаемых видов ракообразных
В Красный список угрожаемых видов МСОП занесено 732 редких и исчезающих вида и 21 подвид ракообразных из 4 классов: высших раков (Malacostraca, 605 видов и 21 подвид), максиллопод (Maxillopoda, 78 видов), жаброногих (Branchiopoda, 38 видов) и ракушковых рачков (Ostracoda, 11 видов). Из них 413 видов и 14 подвидов — уязвимые, 179 видов и 6 подвидов — вымирающие и 140 видов и 1 подвид — находящиеся на грани исчезновения. Ещё один вид равноногих рачков, Thermosphaeroma thermophilum, обитавший в геотермальном источнике Sedillo Spring на юго-западе Северной Америки, значится в данном списке как исчезнувший в дикой природе, а 11 видов — как уже полностью вымершие.

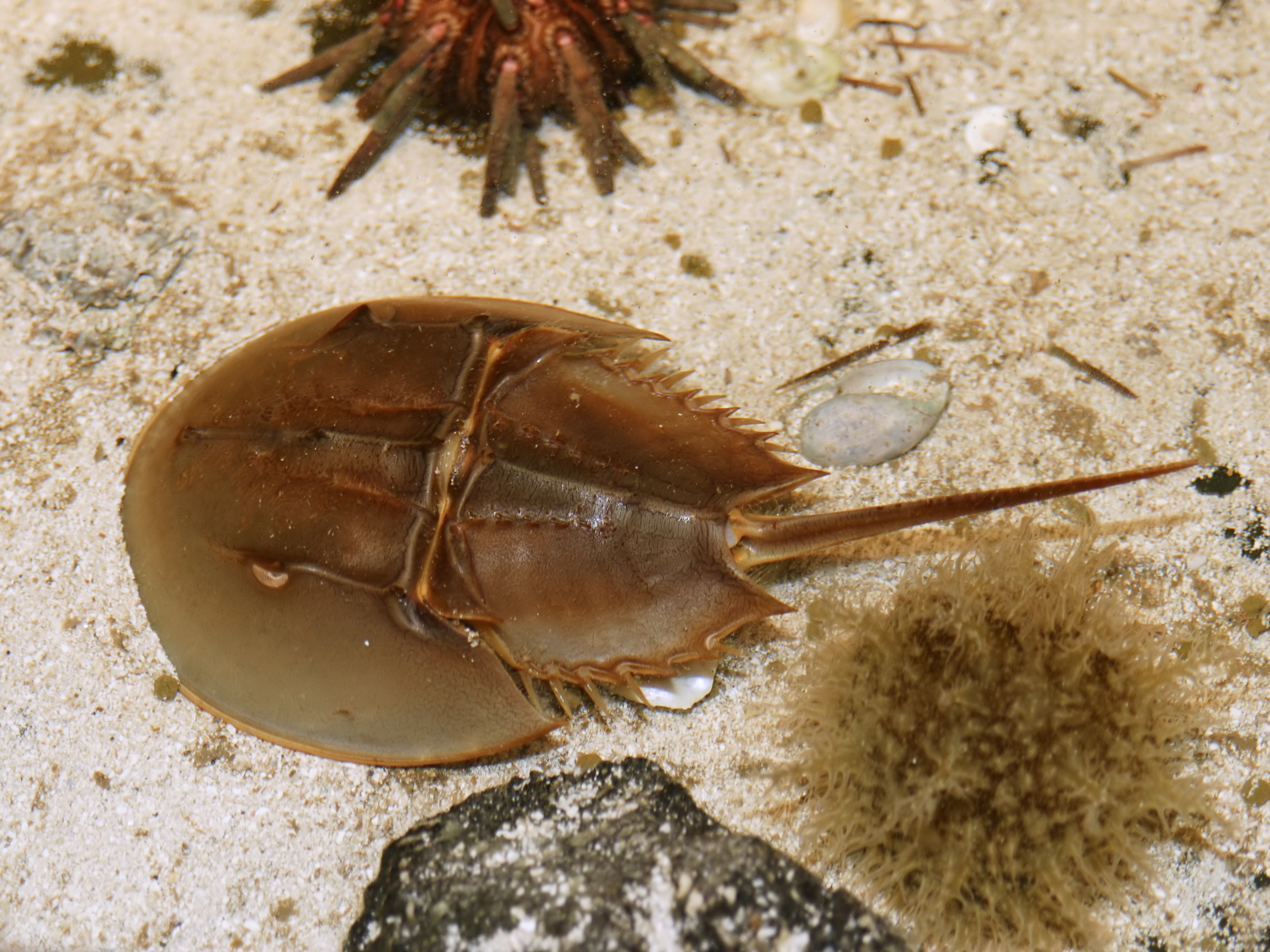
Limulus polyphemus

### Мечехвосты(Xiphosura)
Limulus polyphemus — распространён вдоль атлантического побережья Северной Америки от полуострова Юкатан (19° с. ш.) на север до залива Мэн (42° с. ш.). Образует 6 генетически отличных популяций: у берегов полуострова Юкатан, северо-восточного побережья Мексиканского залива (западного берега Флориды и побережий штатов Алабама и Миссисипи США), атлантического (восточного) побережья Флориды, берегов штатов Джорджия и Южная Каролина, побережья восточных штатов США от Северной Каролины до Нью-Гэмпшира и в заливе Мэн у берегов одноимённого штата. Ареал фрагментированный. Обитает на мелководье. Является объектом коммерческого вылова с целью использования в качестве приманки при лове рыбы (например, угря в США), для производства лизата амебоцитов в биомедицинской промышленности, для содержания в аквариумах. Чрезмерный вылов, сокращение площади пригодных для нереста участков побережья, застройка и рекреационное использование прибрежных зон, загрязнение океана, изменение климата представляют угрозу для этого вида мечехвостов, общая численность которого снижается.

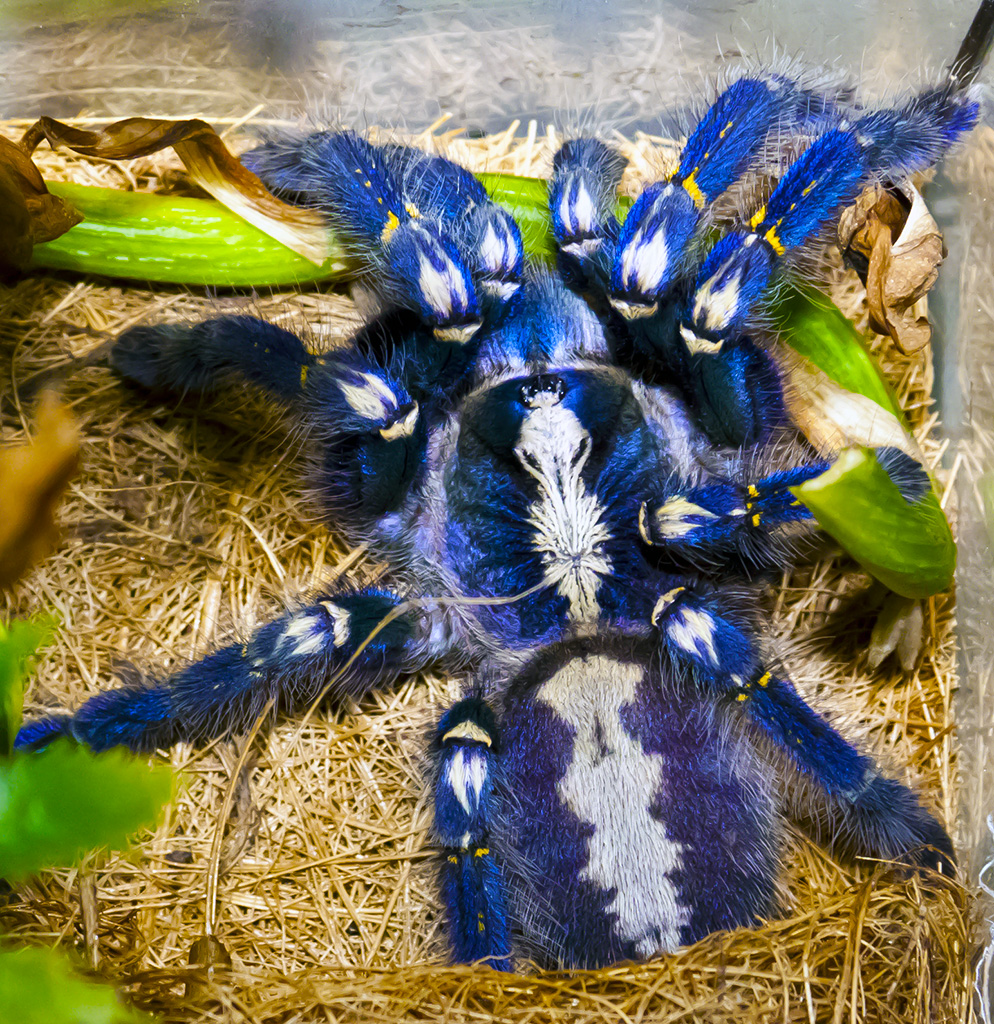
Poecilotheria metallica, находящийся на грани исчезновения вид пауков с юго-востока Индии.

### Паукообразные(Arachnida)
См. Список угрожаемых видов паукообразных
В Красный список угрожаемых видов МСОП занесено 170 редких и исчезающих видов паукообразных из 8 отрядов: ложноскорпионов (Pseudoscorpionida, 8 видов), пауков (Araneae, 133 вида), сенокосцев (Opiliones, 16 видов), скорпионов (Scorpiones, 3 вида), фринов (Amblypygi, 2 вида), шизомид (Schizomida, 4 вида) и 2 отрядов клещей — Holothyrida (3 вида) и Oribatida (панцирные клещи, 1 вид). Из них 49 видов — уязвимые, 74 — вымирающие и 47 — находящиеся на грани исчезновения. Ещё 3 вида пауков, 5 видов сенокосцев и 1 вид клещей значатся в данном списке как уже полностью вымершие.

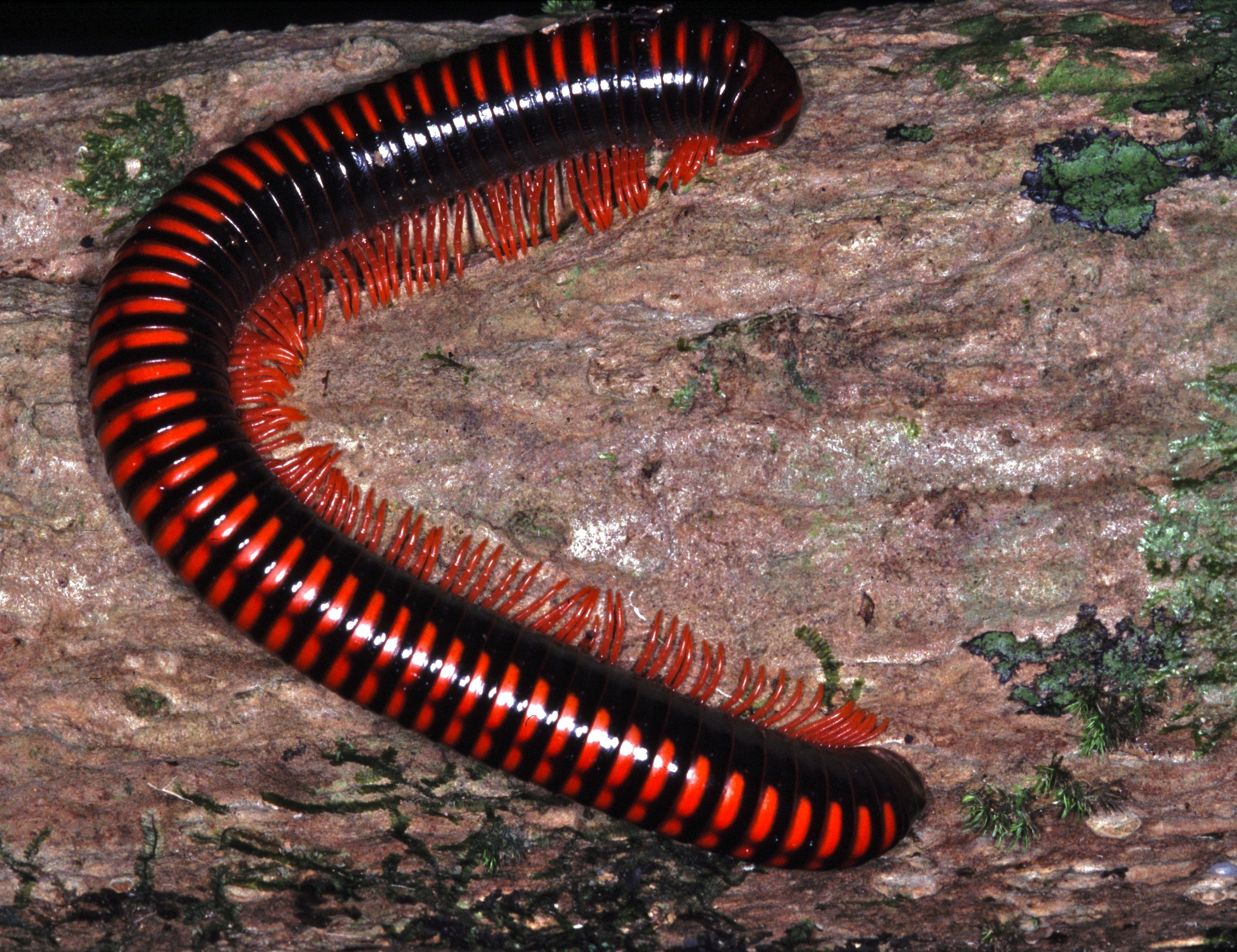
Aphistogoniulus corallipes, находящийся на грани исчезновения вид многоножек, эндемик Мадагаскара.

### Многоножки(Myriapoda)
См. Список угрожаемых видов многоножек
В Красный список угрожаемых видов МСОП занесено 93 редких и исчезающих вида многоножек из обоих классов: 84 вида двупарноногих (Diplopoda) и 9 видов губоногих (Chilopoda). Из них 19 видов — уязвимые, 37 видов — вымирающие и ещё 37 — находящиеся на грани исчезновения. Ещё 3 вида двупарноногих многоножек значатся в данном списке как уже полностью вымершие.

### Ногохвостки(Collembola)
Acrocyrtus sp. nov. 'HC - blind' — новый, ещё не получивший научного описания, вид коллембол из семейства Lepidocyrtidae отряда Entomobryomorpha, эндемик южного Вьетнама, где обнаружен только в одной небольшой пещере площадью меньше 10 соток горы Nui Khoe La в 2014 году.
 Ceratophysella sp. nov. 'HC' — новый, ещё не получивший научного описания, вид коллембол из семейства Hypogastruridae отряда Poduromorpha, эндемик южного Вьетнама, где обнаружен только в одной пещере Hang Kim Cuong горы Nui Chua Hang в 2006 году. Значительное негативное воздействие на популяцию этого вида оказывает туризм и другая человеческая деятельность в данной пещере.
 Delamarephorura tami — открытый в 2004 году вид коллембол из семейства Tullbergiidae отряда Poduromorpha, эндемик южного Вьетнама, известен по 5 особям, найденным в пробе почвы, взятой в глубокой карстовой воронке на горе Bai Voi в регионе Hon Chong. С тех пор на этой горе началась активная добыча полезных ископаемых, в результате которой естественный биотоп в этом месте был полностью уничтожен. В настоящее время непосредственно на месте нахождения данного вида находится карьер. Активные поиски этих коллембол на этой и близрасположенных горах, предпринятые после 2004 года, оказались безуспешными. Возможно, вид уже вымер, хотя есть вероятность, что эти коллемболы ещё сохранились в других местах на горе Bai Voi или близлежащих горах.
 Folsomides sp. nov. 'HC - blind' — новый, ещё не получивший научного описания, вид коллембол из семейства Isotomidae отряда Entomobryomorpha, эндемик южного Вьетнама, где обнаружен только в одной пещере горы Nui Ba Tai в 2014 году.

### Насекомые(Insecta)

#### ОтрядПодёнки(Ephemeroptera)
Acanthametropus pecatonica — известный только по личинкам вид подёнок из семейства Acanthametropodidae, распространённый в восточной части Северной Америки в верховьях бассейна реки Миссисипи, в западной части района Великих озёр. В Красном списке угрожаемых видов МСОП вид с 1986 года числится вымершим, однако в июне того же года личинка этого вида была обнаружена в реке Висконсин. Возможно, вид ещё не вымер.
 Pentagenia robusta — вымерший вид подёнок из семейства Palingeniidae. Был эндемиком бассейна реки Огайо (восток Северной Америки). Вымер, вероятно, вследствие изменений гидрологического режима реки, качества воды, а особенно увеличения седиментации и заиления. Существует предположение, что вид Pentagenia robusta синонимичен более широко распространённому в средней полосе Северной Америки виду Pentagenia vittigera.
 Tasmanophlebi lacuscoerulei — вымирающий вид подёнок из семейства Oniscigastridae, эндемик каровых озёр горы Косцюшко на юго-востоке Австралии, обитает в Голубом озере и питающем его ручье, а также, возможно, в озёрах Кутапатамба и Альбина. Весь известный ареал вида находится в пределах национального парка Косцюшко.

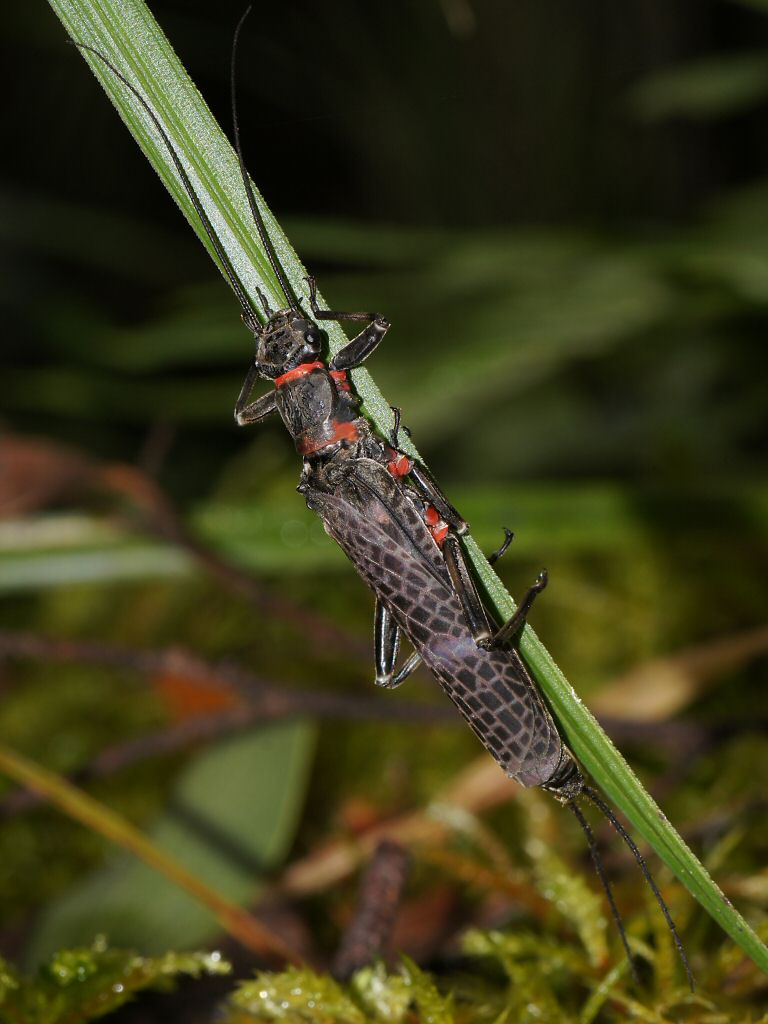
Eusthenia nothofagi

#### ОтрядВеснянки(Plecoptera)
Alloperla roberti — вымерший вид веснянок из семейства Chloroperlidae, известный по двум взрослым самцам, пойманным в 1860 году в верховьях реки Миссисипи в округе Рок-Айленд (центрально-восточная часть Северной Америки). Предпринятые в 1997 году целенаправленные поиски этого вида в типовом местонахождении и близлежащих районах оказались безуспешными.
 Eusthenia nothofagi — уязвимый вид веснянок из семейства Eustheniidae, эндемик крайнего юго-востока Австралии, где распространён исключительно в области Otway Ranges. Обитает в умеренных дождевых лесах, состоящих преимущественно из нотофагуса Каннингема, и склерофитных эвкалиптовых лесах с преобладанием Eucalyptus regnans. Часть ареала вида находится в пределах национального парка Great Otway.
 Leptoperla cacuminis — уязвимый вид веснянок из семейства Gripopterygidae, эндемик горы Косцюшко на юго-востоке Австралии. Личинки этого вида были обнаружены только в одном ручье в истоке реки Сноуи-Ривер, находящемся на высоте 2 135 м чуть ниже вершины горы, над границей леса. Основными угрозами для вида являются последствия изменения климата, особенно сокращение количества осадков, повышение температуры и пожары. Весь известный ареал вида находится в пределах национального парка Косцюшко.
 Riekoperla darlingtoni — находящийся на грани вымирания вид веснянок из семейства Gripopterygidae, эндемик района горы Donna Buang на крайнем юго-востоке Австралии. Большинство особей вида были найдены на расстоянии не более 1 км от вершины горы. Только одно местонахождение находилось в 3 км от вершины, но там этих веснянок не встречали с 1999 года. Таким образом, площадь всего нынешнего ареала вида составляет менее 2 км². Личинки этого вида обитают в небольших сезонных ручьях в умеренных горных влажных эвкалиптовых лесах с преобладанием Eucalyptus delegatensis и E. nitens и участками нотофагуса Каннингема. С 2005 по 2012 годы наблюдалось резкое сокращение численности вида: если в 2005 году в типовом местонахождении было зафиксировано примерно 5000 личинок этих веснянок, то в 2011 и 2012 годах удалось обнаружить всего около 500 личинок.

#### ОтрядРучейники(Trichoptera)
Hydropsyche tobiasi — вымерший вид ручейников из семейства Hydropsychidae, был эндемиком среднего течения реки Рейн и её притока — реки Майн (Западная Европа). Известен из 8 местонахождений, все — на территории Германии. Последняя находка вида была сделана в 1938 году. Последующие активные поиски этих ручейников, предпринятые в 1979, 2003 и 2004 годах не принесли результатов. Поэтому вид сейчас считается полностью вымершим. Наиболее вероятной причиной исчезновения было значительное загрязнение рек Рейн и Майн в начале XX века, которое привело к вымиранию почти всех видов ручейников в этих реках.
 Rhyacophila amabilis — вид ручейников из семейства Rhyacophilidae, известный по единственному экземпляру, взрослому самцу, пойманному в середине XX века в мае на горном озере Касл на крайнем западе Северной Америки (северная Калифорния, США). Самки и личинки этого вида не известны. Почти всё озеро находится в пределах национального леса Шаста-Тринити.
 Triaenodes phalacris — вид ручейников из семейства Leptoceridae, известный по единственному экземпляру (голотипу), взрослому самцу, пойманному 5 июня 1931 года на востоке Северной Америки в округе Атенс (штат Огайо, США).
 Triaenodes tridonta — вид ручейников из семейства Leptoceridae, также известный по единственному экземпляру (голотипу), взрослому самцу, пойманному 28 мая 1934 года в центрально-южной части Северной Америки в округе Пушматаха (штат Оклахома, США).

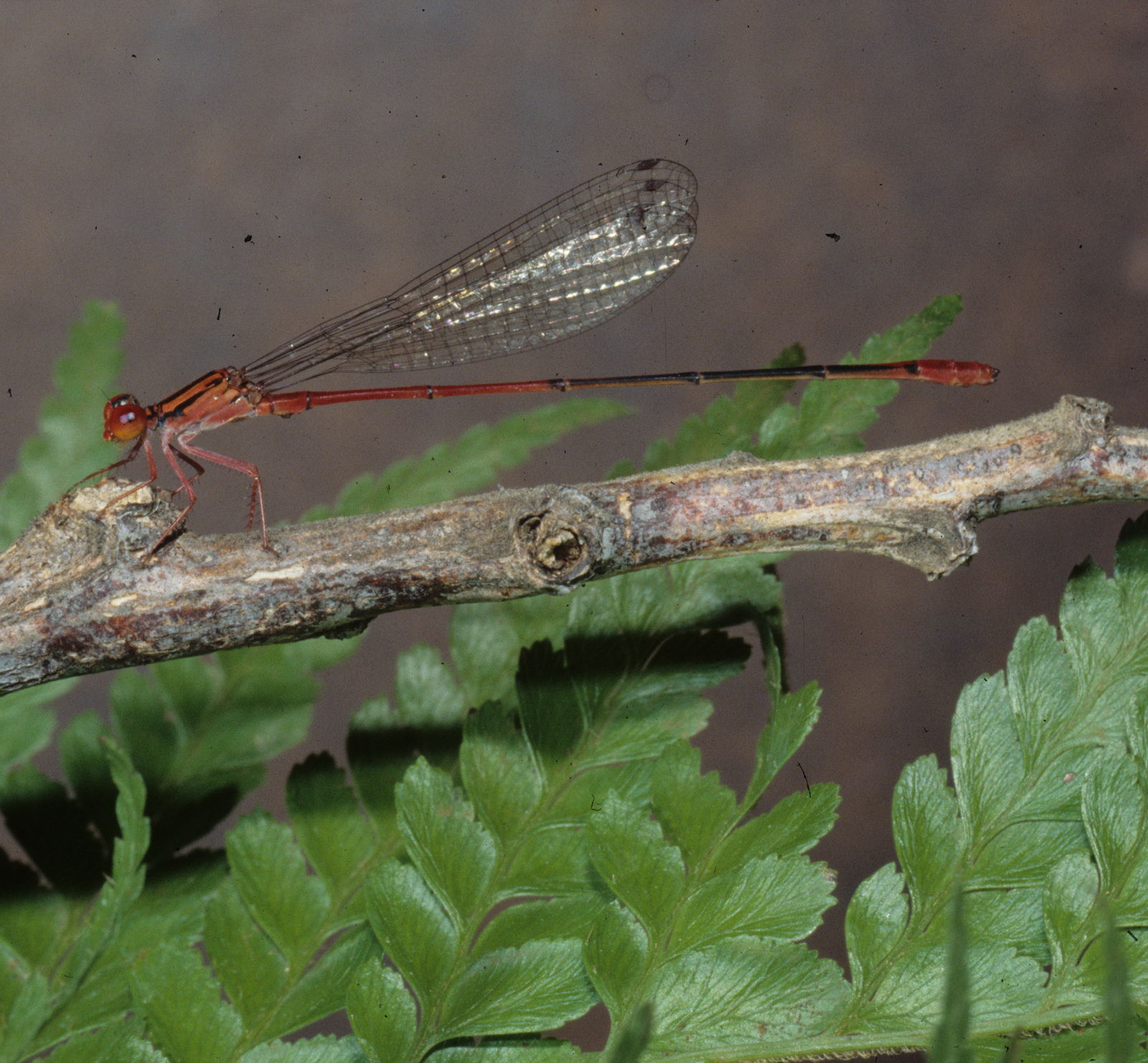
Megalagrion leptodemas, находящийся на грани исчезновения вид стрекоз с Гавайских островов.

#### ОтрядСтрекозы(Odonata)
См. Список угрожаемых видов стрекоз
В Красный список угрожаемых видов МСОП занесено 314 редких и исчезающих видов и 26 подвидов стрекоз: из них 143 вида и 5 подвидов — уязвимые, 109 видов и 19 подвидов — вымирающие и 62 вида и 2 подвида — находящиеся на грани исчезновения. Один вид, Megalagrion jugorum, обитавший на Гавайских островах Ланаи и Мауи, считается уже полностью вымершим.

#### ОтрядТараканы(Blattoptera)
Balta crassivenosa — вид тараканов из семейства Blattellidae, эндемик небольшого острова Силуэт в Сейшельском архипелаге, где известен только из одного местонахождения в болотистом лесу на северо-западе острова. В настоящее время данная местность преобразована под нужды сельского хозяйства. Подобные биотопы в других частях острова дегенерируют вследствие инвазий чужеродных видов растений, в первую очередь кофе и корицы. Последний раз насекомых этого вида находили в 1908 году, с тех пор их не видели ни разу. Возможно, вид уже вымер.
 Delosia ornata — вид тараканов из семейства Blattellidae, эндемик небольшого острова Дерош в архипелаге Амирантские острова, входящего в состав государства Сейшельские Острова. Обитает под листовой подстилкой в лесу, состоящем преимущественно из Hernandia nymphaefolia и Guettada speciosa. В настоящее время эти насекомые сохранились в нескольких уцелевших прибрежных участках леса площадью менее 1 сотки на юге и севере острова. На всей остальной территории острова лес был уничтожен ещё в начале XX века, на его месте были высажены кокосовые плантации. В 2006 году было обнаружено менее 300 взрослых насекомых и 600 личинок этого вида. Сохранившимся участкам леса и популяции этих тараканов угрожает строительство отелей.
 Holocompsa pusilla — вид тараканов-черепашек (семейство Polyphagidae), известный по единственному экземпляру, пойманному в 1908 году на небольшом острове Маэ в Сейшельском архипелаге. Данная особь была обнаружена в лесной подстилке на севере острова на территории, где сейчас расположен национальный парк Morne Seychellois. Хотя с тех пор, несмотря на предпринятые в типовом местонахождении поиски, этот вид больше не встречали и, возможно, он уже вымер, есть надежда, что эти насекомые ещё сохранились в других частях острова. Основной опасностью для вида считается инвазия в нативную флору острова корицы, изменяющей химический и структурный состав верхнего слоя почвы.
 Hololeptoblatta minor — вид тараканов из семейства Blattellidae, эндемик небольшого острова Маэ в Сейшельском архипелаге, где известен из двух местонахождений в центральной части острова. Специализированный вид, обитающий в пазухах листьев панданусов. Основной опасностью для вида считается инвазия в нативную флору острова корицы и земляничной гуавы.
 Hololeptoblatta pandanicola — вид тараканов из семейства Blattellidae, эндемик небольшого острова Силуэт в Сейшельском архипелаге. Специализированный вид, обитающий исключительно в пазухах листьев деревьев Pandanus hornei в высокоствольных лесах. Вид встречается в национальном парке Silhouette (недоступная ссылка).
 Margatteoidea amoena — вымерший вид тараканов из семейства Blattellidae, известный по 5 экземплярам, пойманным в 1905 году на небольшом острове Дерош в архипелаге Амирантские острова (входит в состав государства Сейшельские Острова). Несмотря на тщательные поиски, предпринятые на острове в 2006 году, обнаружить этих насекомых не удалось. К тому же, в 2007 году обширный пожар серьёзно повредил сохранившиеся на острове небольшие участки леса. Поэтому вид считается вымершим.
 Miriamrothschildia aldabrensis — вымирающий вид тараканов из семейства Blattellidae, эндемик атолла Альдабра (государство Сейшельские Острова) в Индийском океане, где обитает в лесу и кустарнике по всему острову кроме восточной части, часто встречается на деревьях. В настоящее время атолл Альдабра является заповедником и входит в список объектов Всемирного наследия ЮНЕСКО. Основную угрозу для вида представляет повышение уровня океана, поскольку большая часть мест его обитания находится на высоте не более 2 м над уровнем моря.
 Miriamrothschildia biplagiata — вид тараканов из семейства Blattellidae, эндемик двух небольших Сейшельских островов Маэ и Силуэт. Представителей этого вида находили в лесах. Последняя находка вида была сделана в 1909 году. Одно из местонахождений вида находится на территории национального парка Morne Seychellois.
 Miriamrothschildia mahensis — вид тараканов из семейства Blattellidae, также эндемик Сейшельских островов Маэ и Силуэт. Обитает в высокоствольных лесах этих островов. Последний раз насекомых этого вида находили в 1908 году, с тех пор их не встречали ни разу, несмотря на активные поиски в подходящих для их обитания местах. В пределах ареала вида находятся национальные парки Morne Seychellois и Silhouette.
 Nocticola gerlachi — вымирающий вид тараканов из семейства Nocticolidae, эндемик двух небольших Сейшельских островов Силуэт и Праслен. Обитатель низинных открытых ландшафтов, встречается в траве, часто на газонах.
 Sliferia similis — вид тараканов из семейства Blattellidae, также эндемик Сейшельских островов Маэ и Силуэт, где последний раз был зарегистрирован также в 1908 году и ни разу больше не попадался при поисках в подходящих местах обитания. Был обнаружен в лесах. На Маэ вследствие деградации пригодных биотопов вид, скорее всего, уже вымер. На Силуэте ещё сохранилось несколько пригодных для него мест, поэтому есть вероятность, что здесь эти насекомые ещё существуют, но, возможно, что тоже уже исчезли.
 Theganopteryx grisea — вид тараканов из семейства Blattellidae, известный по единственному экземпляру, найденному в 1909 году в лесу в центральной части острова Маэ (Сейшельские острова). Среда обитания вида с тех пор значительно деградировала и продолжает разрушаться. Возможно, вид уже вымер.
 Theganopteryx liturata — вид тараканов из семейства Blattellidae, известный по 6 особям, обнаруженным в 1908 году в лесах центральной части острова Маэ (Сейшельские острова). Часть ареала вида находится в пределах национального парка Morne Seychellois, поэтому есть вероятность, что он ещё не вымер. Однако былой ареал вида сейчас сильно фрагментирован, поэтому возможная сохранившаяся популяция будет также сильно фрагментированной.
 Theganopteryx lunulata — вид тараканов из семейства Blattellidae, эндемик небольших Сейшельских островов Маэ, Силуэт, Праслен и Фелисите. Известен только по экземплярам, найденным на этих островах в 1908—1909 годах в лесах, преимущественно на значительной высоте. При поисках в подходящих для его обитания местах, предпринятых после 1909 года, обнаружен не был. На всех участках, где был зарегистрирован этот вид, сейчас наблюдается деградация естественных биотопов, вызванная инвазивными видами растений. Часть ареала вида находится в пределах национального парка Morne Seychellois.
 Theganopteryx minuta — вид тараканов из семейства Blattellidae, эндемик небольших Сейшельских островов Маэ, Силуэт и Фелисите. Известен также только по экземплярам, найденным в 1908—1909 годах в лесах этих островов и при более поздних поисках встречен не был. Все леса, где был обнаружен вид деградируют вследствие инвазий. Некоторые местонахождения вида находятся в пределах национального парка Morne Seychellois.
 Theganopteryx scotti — вид тараканов из семейства Blattellidae, эндемик небольшого острова Фелисите площадью 2,68 км² в Сейшельском архипелаге. Известен по единственному экземпляру, найденному в 1908 году в низменном лесу. В 1920 году значительная часть первичного леса на острове была уничтожена для создания кокосовой плантации, а сохранившиеся участки деградируют вследствие инвазии чужеродных видов растений, преимущественно корицы.

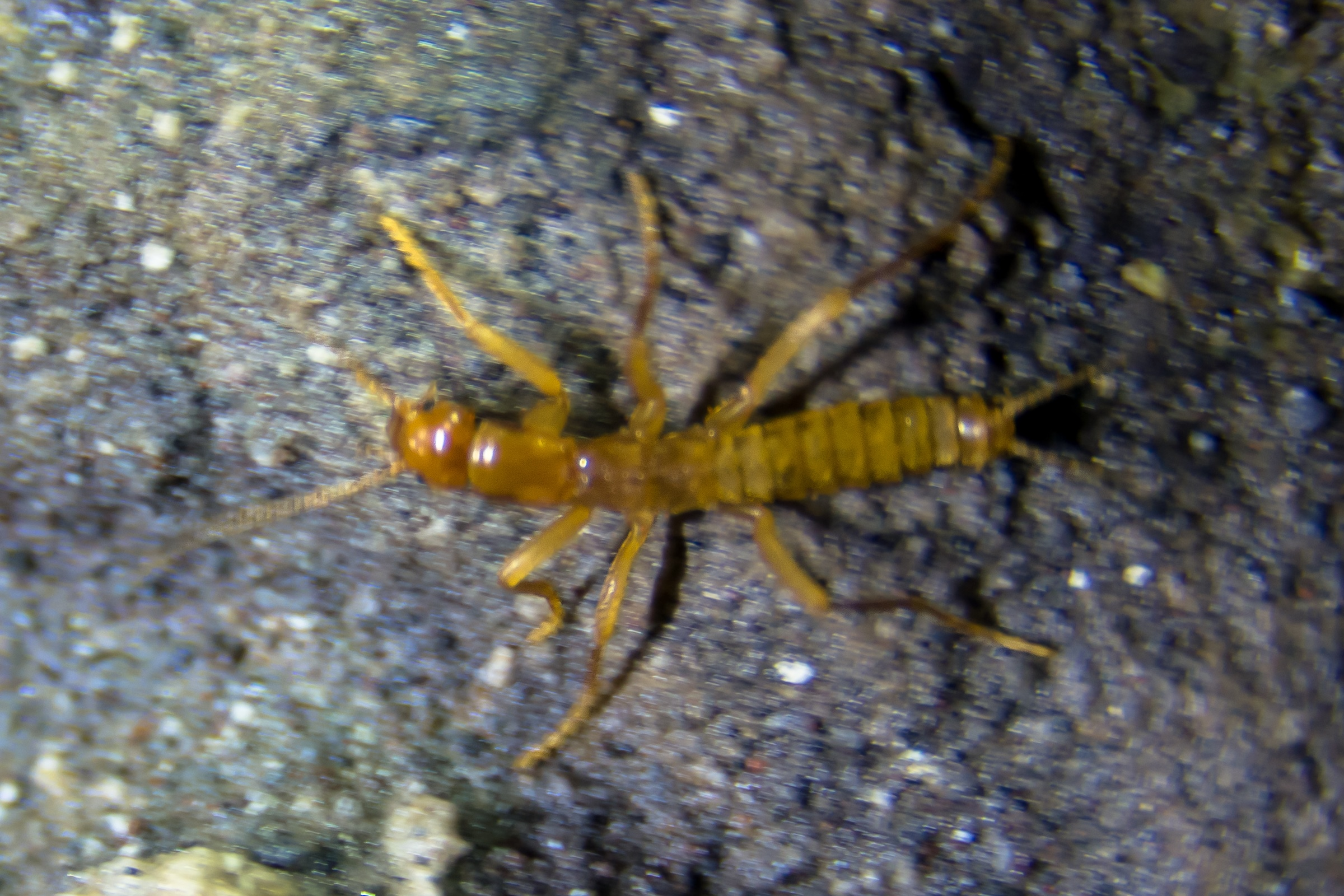
Grylloblatta chirurgica

#### ОтрядТараканосверчки(Notoptera)
Grylloblatta chirurgica — уязвимый пещерный вид тараканосверчков из семейства Grylloblattidae, эндемик северной части Каскадных гор на крайнем западе Северной Америки, где обитает в пещерах (в том числе лавовых трубках) в районе гор Сент-Хеленс и Рейнир. Основную угрозу для вида представляет развитие туризма в пещерах.

#### ОтрядТермиты(Isoptera)
Glyptotermes scotti — вид термитов из семейства Kalotermitidae, эндемик небольшого острова Силуэт в Сейшельском архипелаге, где известен только из одного местонахождения в северной части острова. Существуют неподтверждённые сведения о находках этого вида на близлежащих островках Aride и Cousine. Найден в гниющих стволах пальм. В настоящее время почти весь остров Силуэт является национальным парком.
 Procryptotermes fryeri — вид термитов из семейства Kalotermitidae, эндемик атолла Альдабра (государство Сейшельские Острова), где обитает в прибрежных кустарниках на юго-востоке острова. Весь ареал вида занимает площадь около 1 км². В настоящее время атолл Альдабра является заповедником и входит в список объектов Всемирного наследия ЮНЕСКО. Основную угрозу для вида представляет повышение уровня океана более чем на 1 м вследствие глобального потепления.

#### ОтрядБогомолы(Mantoptera)
Ameles fasciipennis — вид богомолов из семейства Mantidae, известный по единственному экземпляру (голотипу), найденному около 1871 года в районе Толентино на востоке центральной части Апеннинского полуострова. Возможно, вид уже вымер, однако наличие в центральной Италии биотопов, пригодных для обитания этих насекомых (там были обнаружены другие близкие виды рода Ameles), делает вероятным, что хоть и в малом числе этот вид богомолов ещё сохранился. Основной угрозой для вида считается сокращение местообитаний вследствие интенсивного сельскохозяйственного освоения земель в районе обнаружения вида.
 Ameles gracilis — уязвимый вид богомолов из семейства Mantidae, эндемик Канарских островов Пальма, Тенерифе и Гран-Канария. Встречается на открытых участках с кустарниковой растительностью, а также на пастбищах, обычно вблизи лавровых и сосновых лесов. Опасность для вида представляют разрушение естественных мест обитания и использование пестицидов в сельском хозяйстве.
 Ameles limbata — уязвимый вид богомолов из семейства Mantidae, эндемик Канарских островов Тенерифе и Пальма, где встречается на открытых участках, в кустарниках и на лесных полянах от побережья до высоты 2100 м. Часто встречается на растении Bencomia exstipulata. Угрозы такие же, как и для предыдущего вида.
 Pseudoyersinia canariensis — вымирающий вид богомолов из семейства Mantidae, эндемик острова Пальма в Канарском архипелаге. Некоторые авторы указывают в ареале этого вида также острова Лансароте и Тенерифе, однако эта информация требует проверки. Более многочисленен в центральной части острова, где встречается на открытых солнечных лугах и пастбищах, на внешних частях ветвей канарской сосны (Pinus canariensis) и на листьях многих бобовых кустарниковых растений (например, Adenocarpus viscosus var. viscosus, Genista benehoavensis и Spartocytisus supranubius. Угрозы такие же, как и для предыдущих видов.
 Pseudoyersinia subaptera — уязвимый вид богомолов из семейства Mantidae, эндемик Канарских островов Гран-Канария и Тенерифе. Популяции вида сильно фрагментированы и связаны с определёнными местами произрастания эндемичной растительности, в основном канарских суккулентных видов молочаев, клейний и эониумов. Основные угрозы такие же, как и для предыдущих видов.

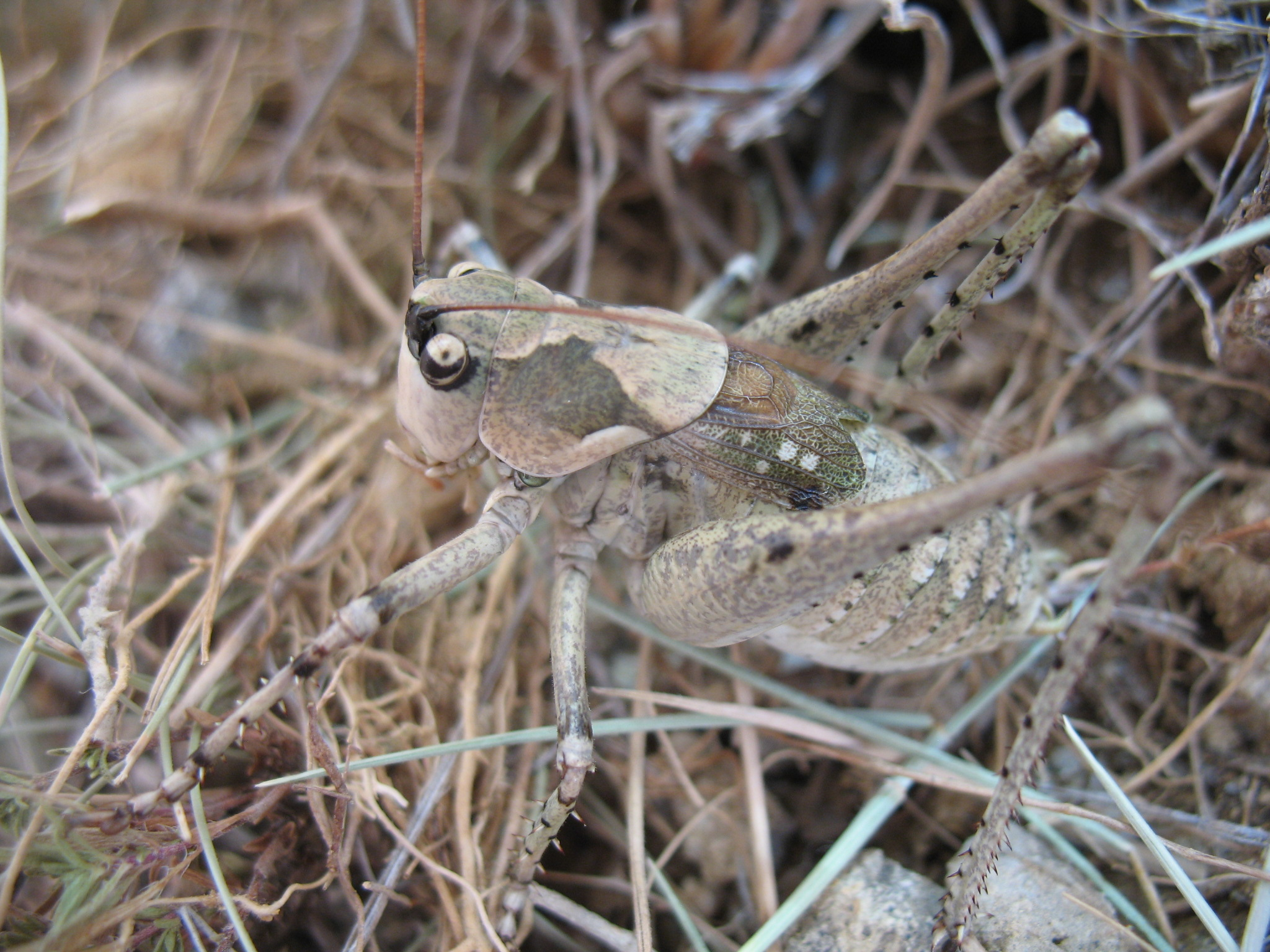
Лесолюбка Ретовского, вымирающий вид кузнечиков, эндемик Крыма.

#### ОтрядПрямокрылые(Orthoptera)
См. Список угрожаемых видов прямокрылых
В Красный список угрожаемых видов МСОП занесён 431 редкий и исчезающий вид и 2 подвида прямокрылых, из них 164 вида — уязвимые, 157 видов и 2 подвида — вымирающие и 110 — находящиеся на грани исчезновения. Ещё один вид сверчков, Leptogryllus deceptor с Гавайских островов, значится в данном списке как исчезнувший в дикой природе, а 2 вида саранчовых и 1 кузнечиков — как уже полностью вымершие.

#### ОтрядПривиденьевые(Phasmida)
Carausius scotti — находящийся на грани исчезновения вид палочников из семейства Phasmatidae, эндемик небольшого острова Силуэт в Сейшельском архипелаге, где обитает только на участках леса, где обильно произрастают папоротники Asplenium nidus, а также Phymatodes scolopendria и Nephrolepis biserrata, листьями которых питается. В настоящее время почти весь остров Силуэт является национальным парком.

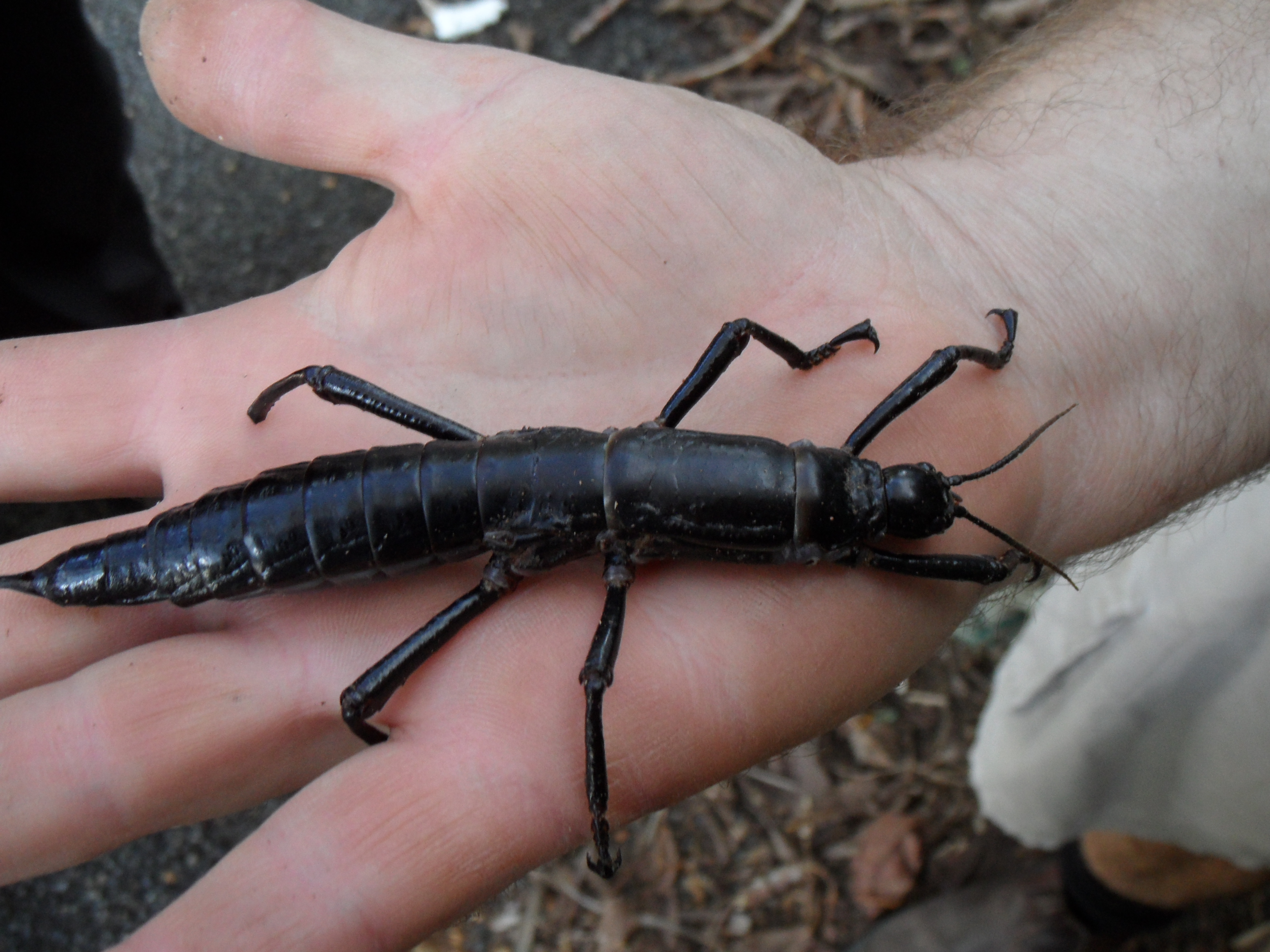
Dryococelus australis

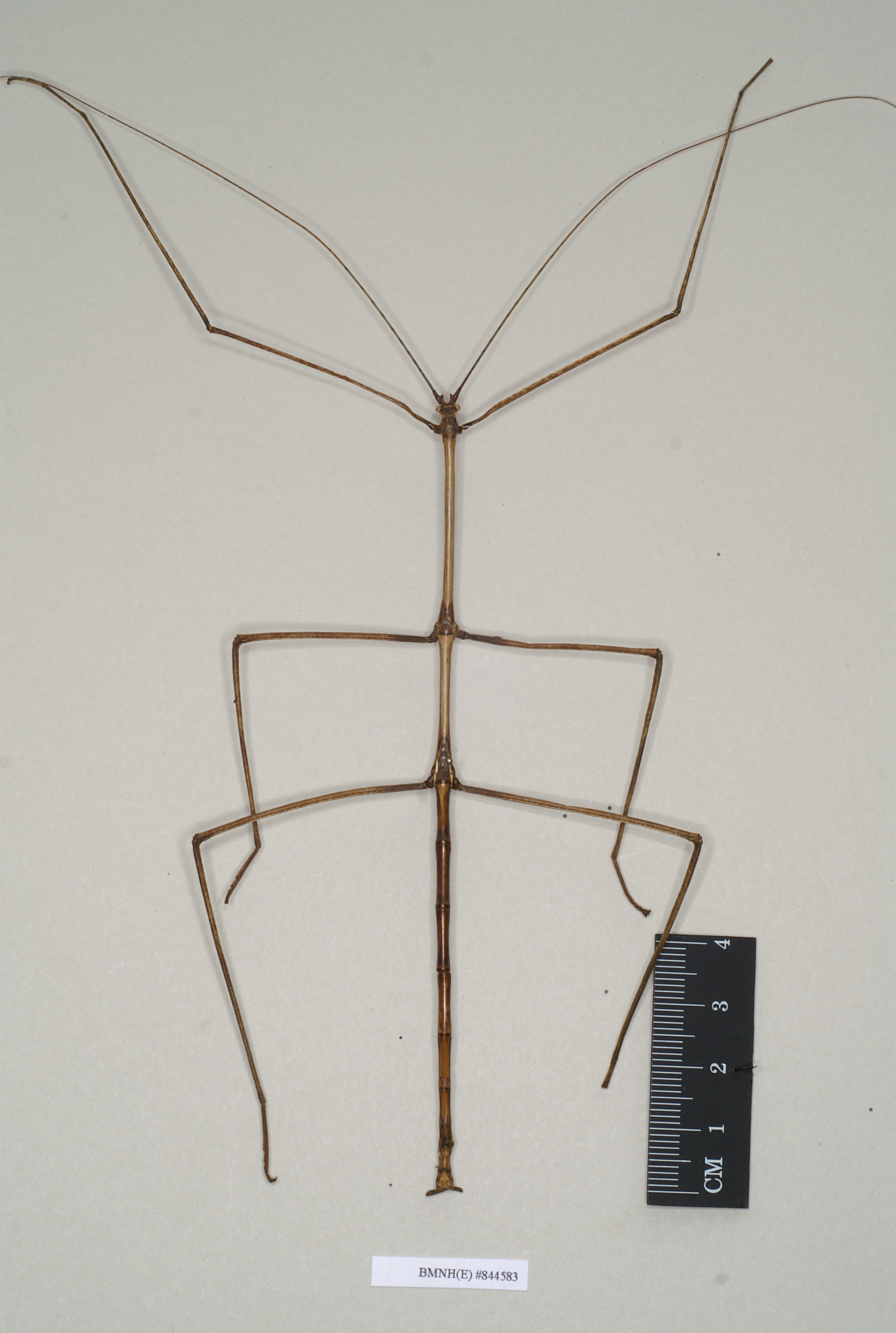
Pseudobactricia ridleyi, единственная известная науке особь этого вида, хранится в Лондонском Музее естествознания.

 Dryococelus australis — находящийся на грани исчезновения вид палочников из семейства Phasmatidae, обитал на вулканическом острове Лорд-Хау в юго-западной части Тихого океана, где к 1918 году был истреблён интродуцированными человеком крысами и в течение почти полувека считался полностью вымершим. Однако, в 1960-х годах несколько мёртвых насекомых было обнаружено на находящемся в 23 км от Лорд-Хау скалистом островке Болс-Пирамид. Только в 2001 году учёным в ходе специально организованной экспедиции удалось обнаружить на Болс-Пирамид 24 живых палочника. С тех пор мониторинг этой популяции выявил колебания численности между 9 и 35 взрослыми особями. Вся популяция обитает на участке острова протяжённостью около 30 на 10 м, на котором растут кусты также эндемичного чайного дерева Melaleuca howeana, листьями которого эти насекомые питаются. Сегодня остров Болс-Пирамид является охраняемой территорией, частью заповедника Lord Howe Permanent Park Preserve, доступ на него разрешён исключительно в научных целях. В настоящее время осуществляется программа по разведению этих палочников в неволе, основу которой составили две пары насекомых. Разведение вида облегчает его способность к партеногенетическому размножению. Сейчас в Мельбурнском зоопарке содержится около 700 особей и несколько тысяч яиц, в зоопарках Сан-Диего, Торонто и Бристоля также начаты дополнительные программы по разведению. Со временем планируется реинтродуцировать этих палочников на Лорд-Хау как только на острове будут истреблены грызуны и чужеродные виды растений. Морфологически палочники с острова Болс-Пирамид несколько отличаются от экземпляров, собранных некогда на Лорд-Хау, однако проведённые в 2017 году исследования ДНК подтвердили их принадлежность к одному виду.
 Graeffea seychellensis — вымирающий вид палочников из семейства Phasmatidae, эндемик Сейшельских островов Маэ, Силуэт и Праслен. Обитает в лесах, только в тех местах, где растут эндемичные виды пальм, листьями которых эти насекомые питаются (по порядку предпочтения): Nephrosperma vanhouetteana, Phoenicophorium borsigianum, Roscheria melanochaetes, Deckenia nobilis и Verschaffeltia splendida. Вид встречается в национальных парках Morne Seychellois и Silhouette.
 Pseudobactricia ridleyi — вымерший вид палочников из семейства Diapheromeridae, известный по единственному экземпляру (взрослому самцу), найденному более 100 лет назад в тропическом лесу на крайней южной оконечности Малайского полуострова на территории Сингапура (Юго-Восточная Азия). С тех пор почти все первичные леса в Сингапуре были уничтожены. При тщательных поисках в сохранившихся участках леса в Сингапуре и соседних странах не было выявлено каких-либо признаков существования палочников этого вида.

#### ОтрядУховёртки(Dermaptera)
Anisolabis scotti — вымирающий вид уховёрток из семейства Anisolabididae, эндемик Сейшельских островов Силуэт и Праслен. Обитает в лесной подстилке высокоствольных лесов. Общая площадь ареала вида сократилась с 50 км² в начале XX века до 5 км² в 2006 году. Встречается в национальных парках Praslin и Silhouette.
 Antisolabis seychellensis — находящийся на грани исчезновения вид уховёрток из семейства Anisolabididae, эндемик небольшого острова Маэ в Сейшельском архипелаге, где обитает в лесной подстилке только на одном участке влажного тропического леса площадью всего около 5 км² на северо-западе острова. Пригодная для вида среда обитания быстро деградирует из-за инвазии чужеродных видов растений. Весь ареал вида находится на территории национального парка Morne Seychellois.
 Chaetolabia fryeri — находящийся на грани исчезновения вид уховёрток из семейства Spongiphoridae, эндемик небольшого острова Силуэт в Сейшельском архипелаге, где обитает в лесной подстилке влажного тропического леса на территории площадью всего около 5 км². Обитал также на острове Праслен, но там этих насекомых не встречали с 1908 года. Ареал вида находится в пределах национального парка Silhouette.
 Chaetospania gardineri — находящийся на грани исчезновения вид уховёрток из семейства Spongiphoridae, также эндемик острова Силуэт, где обитает во влажном лесу на площади всего около 5 км². Ранее обитал также на острове Маэ, но там этих насекомых не находили с 1909 года. Ареал вида находится в пределах национального парка Silhouette.

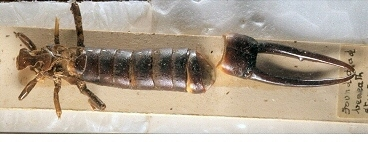
Labidura herculeana

 Labidura herculeana — вымерший вид уховёрток из семейства Labiduridae, был эндемиком острова Святой Елены в Южной Атлантике. Это была самая крупная в мире уховёртка, достигавшая 83 мм в длину. Последний раз живых насекомых этого вида находили на острове в 1967 году. При неоднократных поисках этих уховёрток в 1988—2014 годах удавалось найти только части их экзоскелета, которые, скорее всего, принадлежали насекомым, умершим намного раньше. Основными причинами вымирания вида считаются разрушение среды обитания (в том числе использование для строительства камней, в норах под которыми обитали эти уховёртки) и непосредственное истребление завезёнными человеком на остров крысами, мышами, пауками и многоножками Scolopendra morsitans.

#### ОтрядПухоеды и вши(Phthiraptera)
Haematopinus oliveri — находящийся на грани исчезновения вид вшей из семейства кровохлёбок (Haematopinidae), паразитирующий исключительно на диких карликовых свиньях (Porcula salvania), которые также являются вымирающим видом и сохранились лишь на северо-востоке Индии в национальном парке Манас и его окрестностях. Выживание этого вида вшей напрямую зависит от выживания карликовых свиней, общая численность которых в настоящее время не превышает 200—500 половозрелых особей и продолжает снижаться. Скорее всего, вши H. oliveri обитают только на диких свиньях и не встречаются в содержащихся в неволе и реинтродуцированных популяциях этих животных. Для сохранения вида рекомендуется не обрабатывать диких и содержащихся в неволе карликовых свиней эктопаразитицидами.

#### ОтрядПолужесткокрылые(Hemiptera)
Acizzia mccarthyi — вымирающий вид листоблошек (Psyllidae), эндемик крайнего юго-запада Австралии. Описан в 2014 году, известно только две его популяции, обитающие в национальном парке Стерлинг-Рейндж. Весь известный ареал вида имеет площадь 8 км². Эти листоблошки питаются исключительно на акации Acacia veronica, произрастающей только на территории упомянутого национального парка, поэтому вероятность обнаружения этих насекомых за его пределами очень мала.
 Acizzia veski — находящийся на грани исчезновения узкоареальный вид листоблошек (Psyllidae), эндемик крайнего юго-запада Австралии, где известна только одна его популяция, обитающая также в национальном парке Стерлинг-Рейндж на участке площадью всего около 1 км². Питается также исключительно на акации Acacia veronica и только на растениях, произрастающих на данном участке. На растениях этого же вида, растущих в других местах парка, не встречается, что связано, вероятно, с плохой способностью к полёту этих насекомых и относительной удалённостью (на расстояние более 10 км) ближайших мест произрастания этих акаций. Для сохранения вида предлагается искусственно расселять этих листоблошек в те места парка, где растут акации A. veronica.
 Clavicoccus erinaceus — вымерший вид мучнистых червецов (Pseudococcidae), был эндемиком острова Оаху в Гавайском архипелаге, питался на также эндемичном для этого острова находящемся на грани исчезновения виде мальвовых растений Abutilon sandwicense. К вымиранию вида привели, скорее всего, фрагментация и сокращение популяции этих растений.
 Phyllococcus oahuensis — вымерший вид мучнистых червецов (Pseudococcidae), был эндемиком Гавайских островов Ланаи и Оаху, питался на также эндемичном для Гаваев растении из семейства крапивных Urera glabra. Как и у предыдущего вида причиной вымирания стало критическое сокращение популяции растения-хозяина.
 Pseudococcus markharveyi — находящийся на грани исчезновения узкоареальный вид мучнистых червецов (Pseudococcidae), эндемик крайнего юго-запада Австралии. Описан в 2013 году, известно только две его фрагментированные популяции, обитающие в национальном парке Стерлинг-Рейндж на территории площадью менее 1 км². Питается исключительно на растении Banksia montana из семейства протейных, вымирающем виде банксий, произрастающем только на территории упомянутого национального парка. Вся популяция этой банксии в 2004 году насчитывала 45 взрослых и 16 молодых растений. Наибольшую опасность для этого вида и, следовательно, для червецов P. markharveyi представляет фитофтороз и пожары. В 2012 году было проведено пробное переселение этих насекомых в место в 40 км к югу от парка Стерлинг-Рейндж. Около 40 % перемещённых особей прижились на новом месте.
 Trioza barrettae — находящийся на грани исчезновения вид листоблошковых насекомых из семейства Triozidae, эндемик крайнего юго-запада Австралии. Описан в 2014 году, известно только две его популяции, обитающие в национальном парке Стерлинг-Рейндж и на полуострове Vancouver. Общая площадь ареала вида составляет примерно 2 км². Питается исключительно на растении Banksia brownii, 10 из 27 существующих популяций которого исчезли за последние 20 лет вследствие поражения фитофторозом. Численность самих T. barrettae с 1996 года снизилась на 93 %. В 2012 году была предпринята попытка расселить этих насекомых на участке в 30 км к югу от парка Стерлинг-Рейндж, однако она потерпела неудачу, все перемещённые на новое место особи погибли.

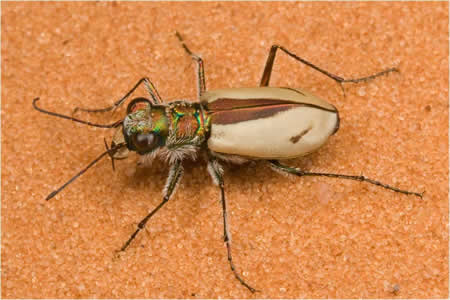
Cicindela albissima, находящийся на грани исчезновения вид жуков-скакунов из Северной Америки, весь ареал которого имеет площадь всего 1 км².

#### ОтрядЖесткокрылые(Coleoptera)
См. Список угрожаемых видов жуков
В Красный список угрожаемых видов МСОП внесено 238 редких и исчезающих видов и 1 подвид жуков из 24 семейств: из них 78 видов — уязвимые, 111 видов и 1 подвид — вымирающие и 49 видов — находящиеся на грани исчезновения. Ещё 12 видов жуков считаются уже полностью вымершими.

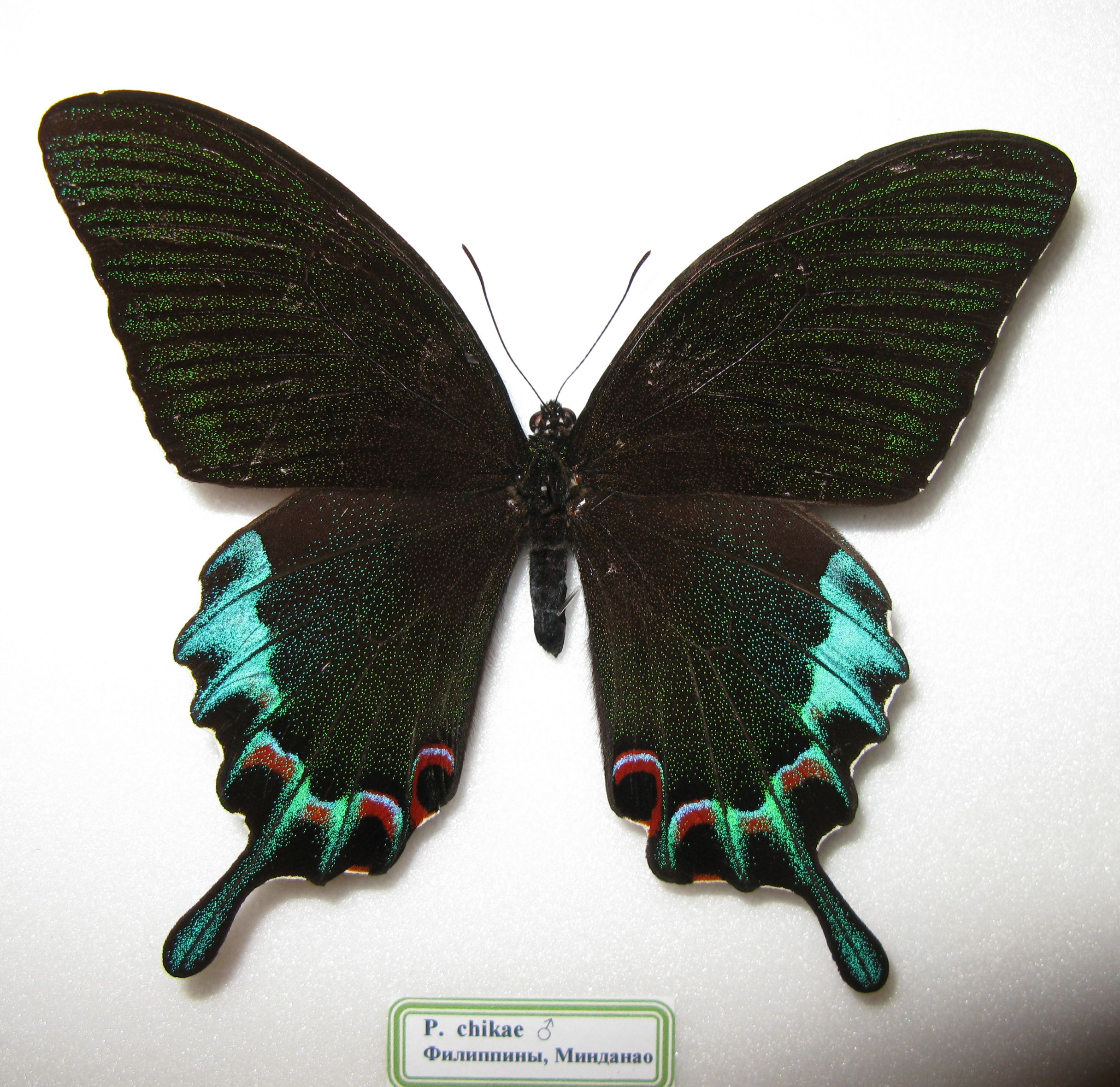
Papilio chikae, вымирающий вид бабочек с Филиппинских островов

#### ОтрядЧешуекрылые(Lepidoptera)
См. Список угрожаемых видов бабочек
В Красный список угрожаемых видов МСОП занесено 205 редких и исчезающих видов и 10 подвидов бабочек из 21 семейства: из них 132 вида и 10 подвидов — уязвимые, 55 видов — вымирающие и 18 видов — находящиеся на грани исчезновения. Ещё 27 видов бабочек считаются уже полностью вымершими.

#### ОтрядПерепончатокрылые(Hymenoptera)
См. Список угрожаемых видов перепончатокрылых
В Красный список угрожаемых видов МСОП внесено 185 редких и исчезающих видов перепончатокрылых из 7 семейств: 155 видов — уязвимые, 18 — вымирающие и 12 — находящиеся на грани исчезновения. Это пчёлы, шмели и муравьи, такие перепончатокрылые как осы, пилильщики, наездники и рогохвосты в настоящее время в список не внесены.

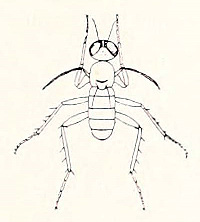
Campsicnemus mirabilis, вымерший вид мух-зеленушек с Гавайских островов

#### ОтрядДвукрылые(Diptera)
Brennania belkini — уязвимый вид слепней (Tabanidae), обитающий среди прибрежных песчаных дюн на тихоокеанском побережье юго-западной части Северной Америки: на юге Калифорнии (США) и севере Нижней Калифорнии (Мексика).
 Campsicnemus mirabilis (= Emperoptera mirabilis) — вымерший вид нелетающих мух-зеленушек (Dolichopodidae) с редуцированными крыльями, был эндемиком острова Оаху (Гавайские острова), обитал на лесной подстилке в горном лесу на высоте 600—900 м над уровнем моря. Вид был достаточно многочисленным в начале XX века, однако во время поисков в 1980-х годах его обнаружить не удалось. Одной из причин его вымирания, помимо потери среды обитания, считается инвазия на остров хищных муравьёв рода Pheidole.
 Drosophila lanaiensis — считавшийся до недавнего времени вымершим вид плодовых мушек дрозофил (Drosophilidae), эндемик Гавайских островов Мауи и Ланаи; возможно, обитает или обитал на острове Молокаи. Встречается на высоте 600—900 м. Размножается на также эндемичных для Гаваев растениях рода Charpentiera из семейства амарантовых. Несколько самок и самцов этого вида были пойманы в 2010 и 2011 годах.
 Edwardsina gigantea — вымирающий вид комаров-сетчатокрылок (Blephariceridae), эндемик крайнего юго-востока Австралии, где обитает в бассейнах рек Снежных гор. Известен из 4 местонахождений на лесных горных реках. Часть пригодных для обитания вида мест была разрушена вследствие строительства плотины на реке Geehi и обширного лесного пожара, произошедшего в 2003 году. Тем не менее, в некоторых местах вид считается довольно обычным. Большая часть ареала вида находится в пределах национального парка Косцюшко.
 Edwardsina tasmaniensis — уязвимый вид комаров-сетчатокрылок (Blephariceridae), эндемик острова Тасмания, где в настоящее время сохранилась только одна популяция на реке Денисон на юго-западе острова. Ещё одна популяция из типового местонахождения на реке Саут-Эск скорее всего вымерла после строительства гидроэлектростанции и водохранилища и, как следствие, изменения гидрологического режима реки в 1956 году. Личинки обитают в быстротекущих небольших потоках на высоте 100—200 м над уровнем моря. Местообитание вида на реке Денисон находится в пределах объекта Всемирного наследия ЮНЕСКО «Дикая природа Тасмании».
 Nemapalpus nearcticus — вымирающий вид бабочниц (Psychodidae), распространённый на юго-востоке Северной Америки: на полуострове Флорида и Багамских островах (острове Абако).
 Scaptomyza horaeoptera — уязвимый вид плодовых мушек (Drosophilidae), эндемик острова Святой Елены в Южной Атлантике, известен из 8 местонахождений в лесистой центральной части острова. Угрозу для вида представляют деградация среды обитания вследствие инвазий чужеродных видов растений, а также инвазивные виды хищников, в первую очередь муравьёв.
 Stonemyia velutina — вымерший вид слепней (Tabanidae), обитавший на юго-западе Северной Америки: в горах центральной части штата Калифорния (США). Это были крупные, до 15 мм в длину, насекомые, чёрного цвета с тёмно-бурыми крыльями.

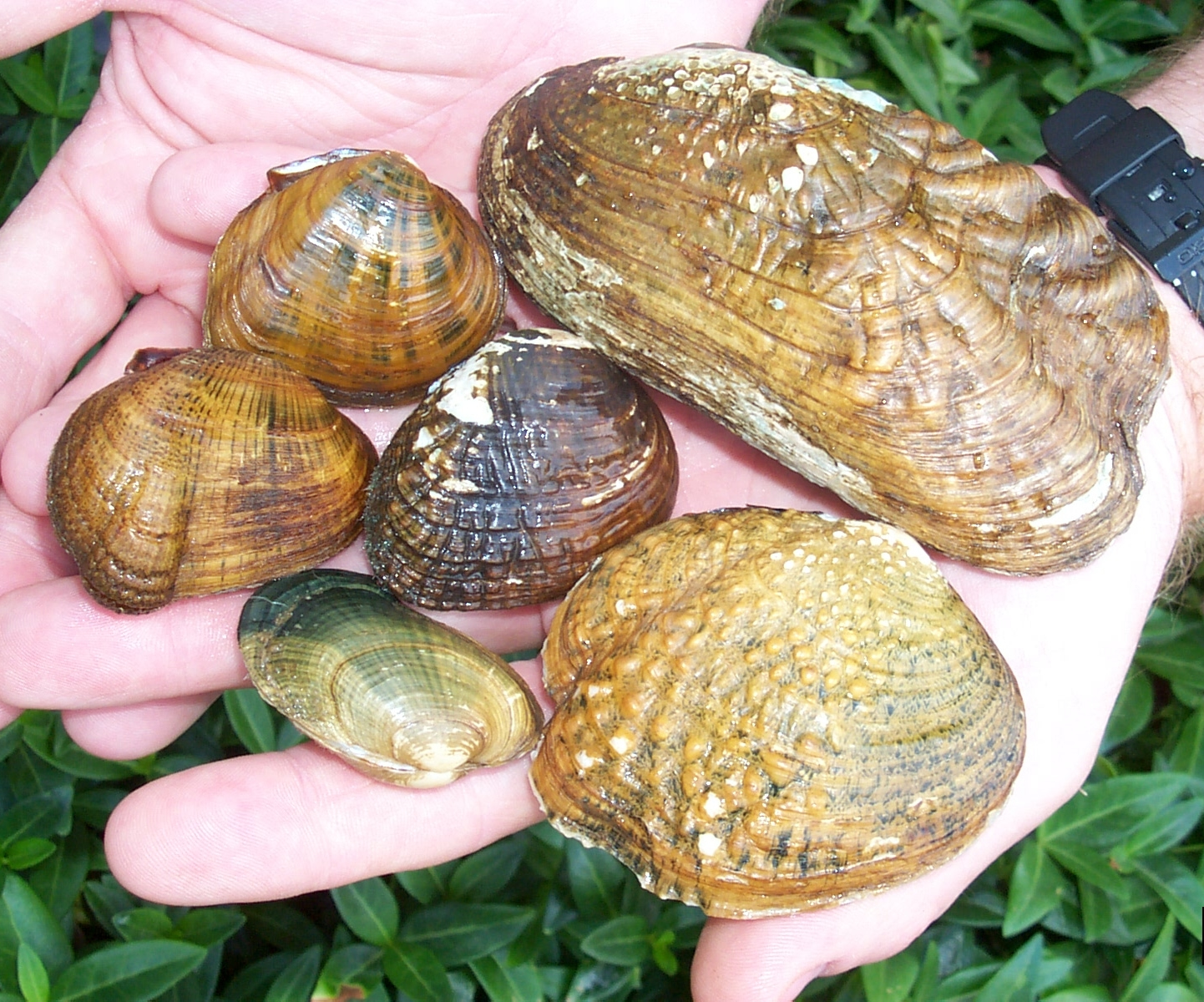
Исчезающие пресноводные двустворчатые моллюски Северной Америки: Epioblasma brevidens, Epioblasma capsaeformis, Fusconaia cor, Lemiox rimosus, Quadrula intermedia, Theliderma cylindrica

## ТипМоллюски(Mollusca)
См. Список угрожаемых видов моллюсков
В Красный список угрожаемых видов МСОП занесено 2187 редких и исчезающих видов и 36 подвидов моллюсков из 3 классов: брюхоногих (Gastropoda, 1992 вида и 27 подвидов), двустворчатых (Bivalvia, 190 видов и 9 подвидов) и головоногих (Cephalopoda, 5 видов осьминогов). Из них 1015 видов и 18 подвидов — уязвимые, 547 видов и 8 подвидов — вымирающие и 625 видов и 10 подвидов — находящиеся на грани исчезновения. Ещё 14 видов и 5 подвидов улиток значатся в данном списке как исчезнувшие в дикой природе, а 301 вид и 8 подвидов брюхоногих и двустворчатых моллюсков — как уже полностью вымершие.

## ТипИглокожие(Echinodermata)

### КлассГолотурии(Holothuroidea)

#### ОтрядHolothuriida
Actinopyga echinites
 Actinopyga mauritiana
 Actinopyga miliaris
 Bohadschia maculisparsa
 Holothuria arenacava
 Holothuria fuscogilva
 Holothuria lessoni
 Holothuria nobilis
 Holothuria platei
 Holothuria scabra
 Holothuria whitmaei

#### ОтрядSynallactida
Apostichopus japonicus — Дальневосточный трепанг
 Apostichopus parvimensis
 Isostichopus fuscus
 Stichopus herrmanni
 Thelenota ananas

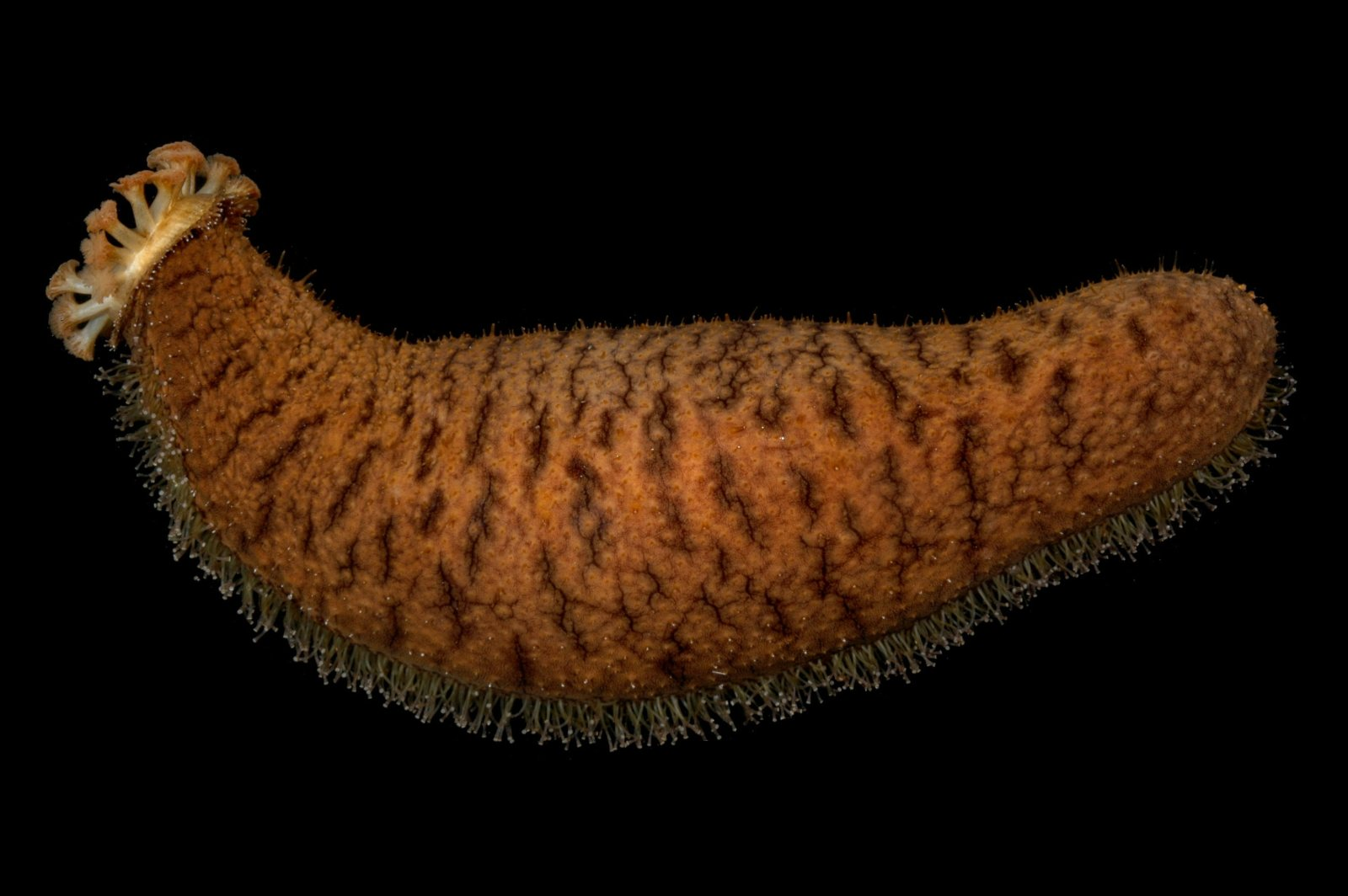
Actinopyga echinites
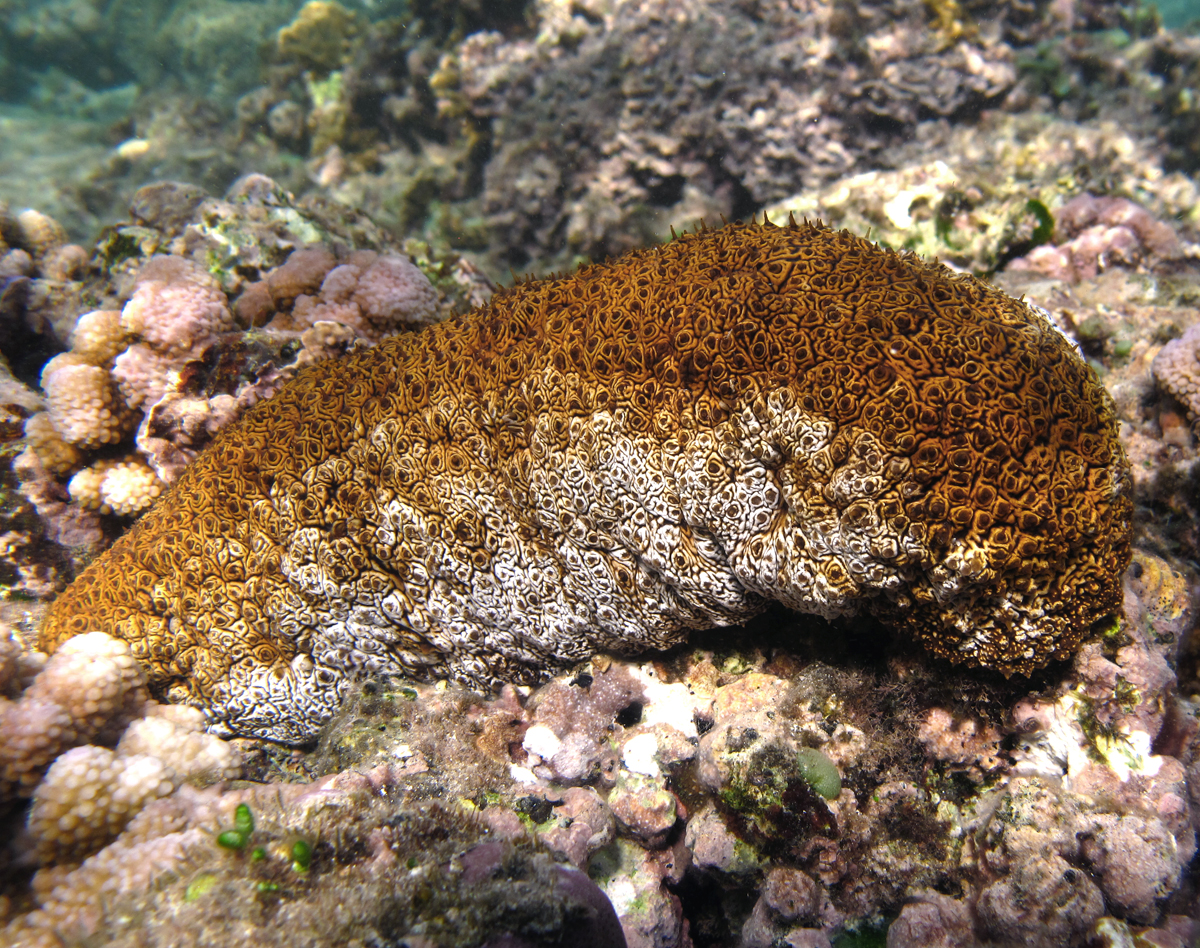
Actinopyga mauritiana
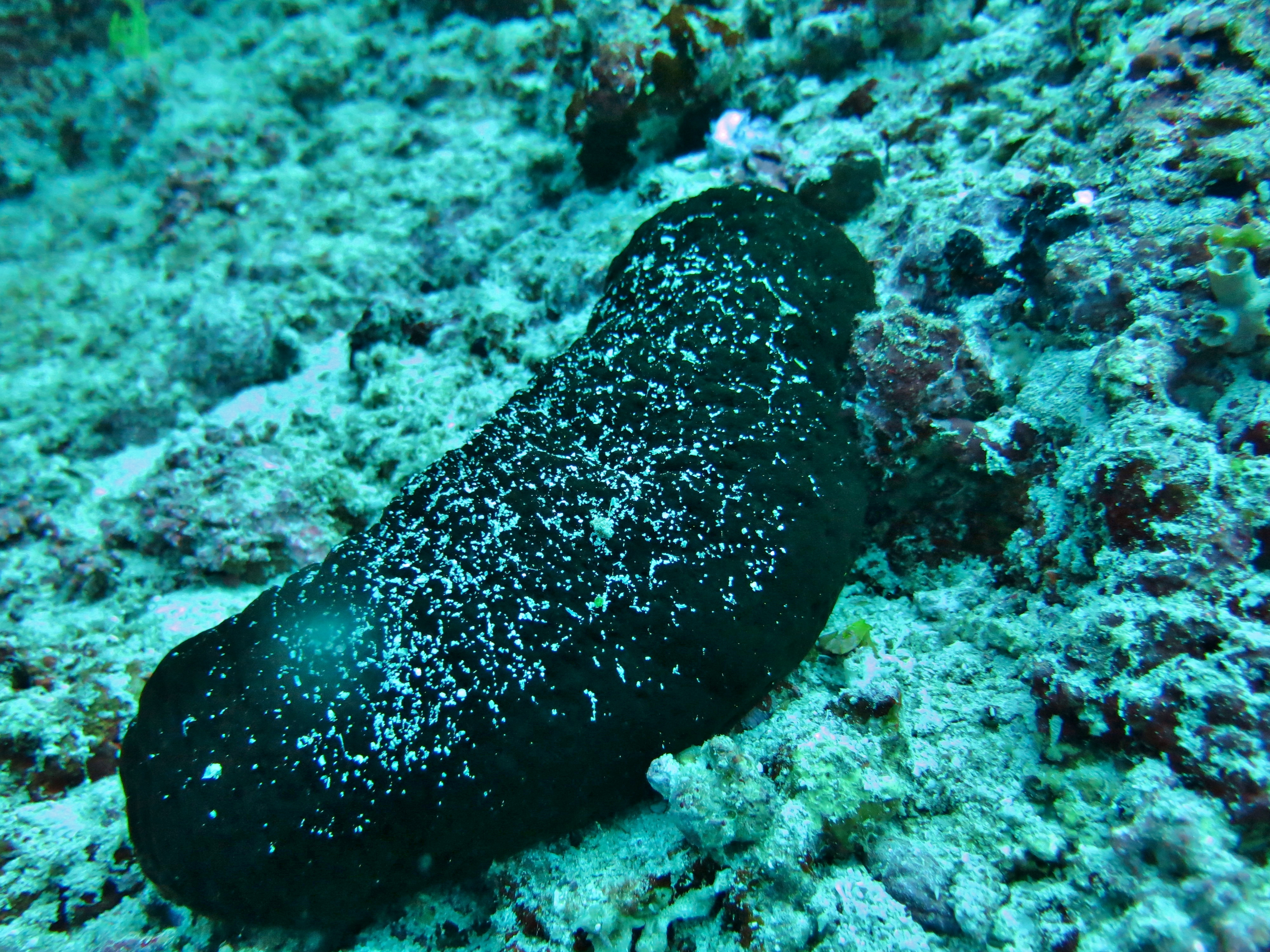
Actinopyga miliaris
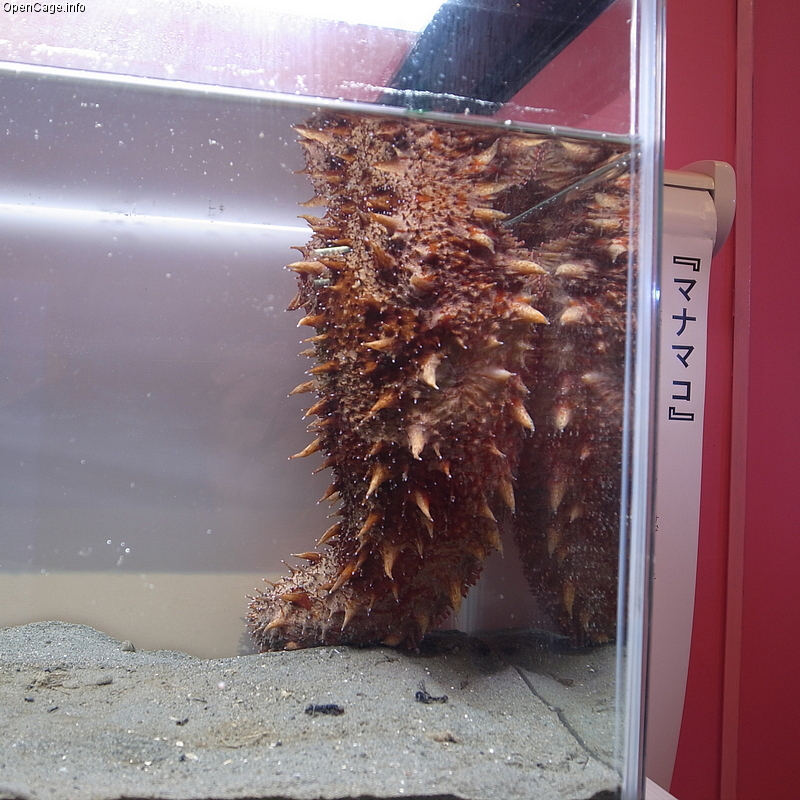
Apostichopus japonicus
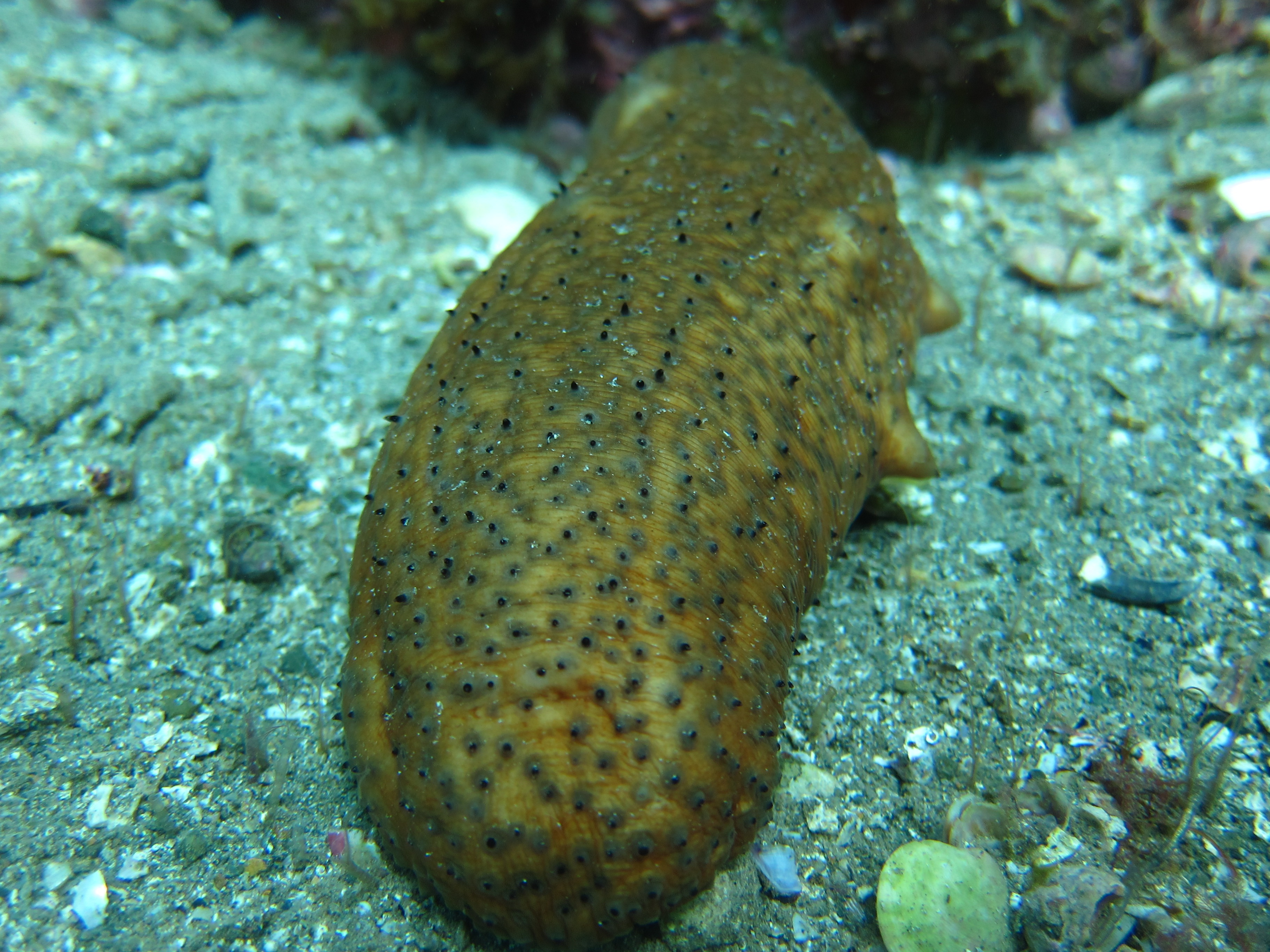
Apostichopus parvimensis
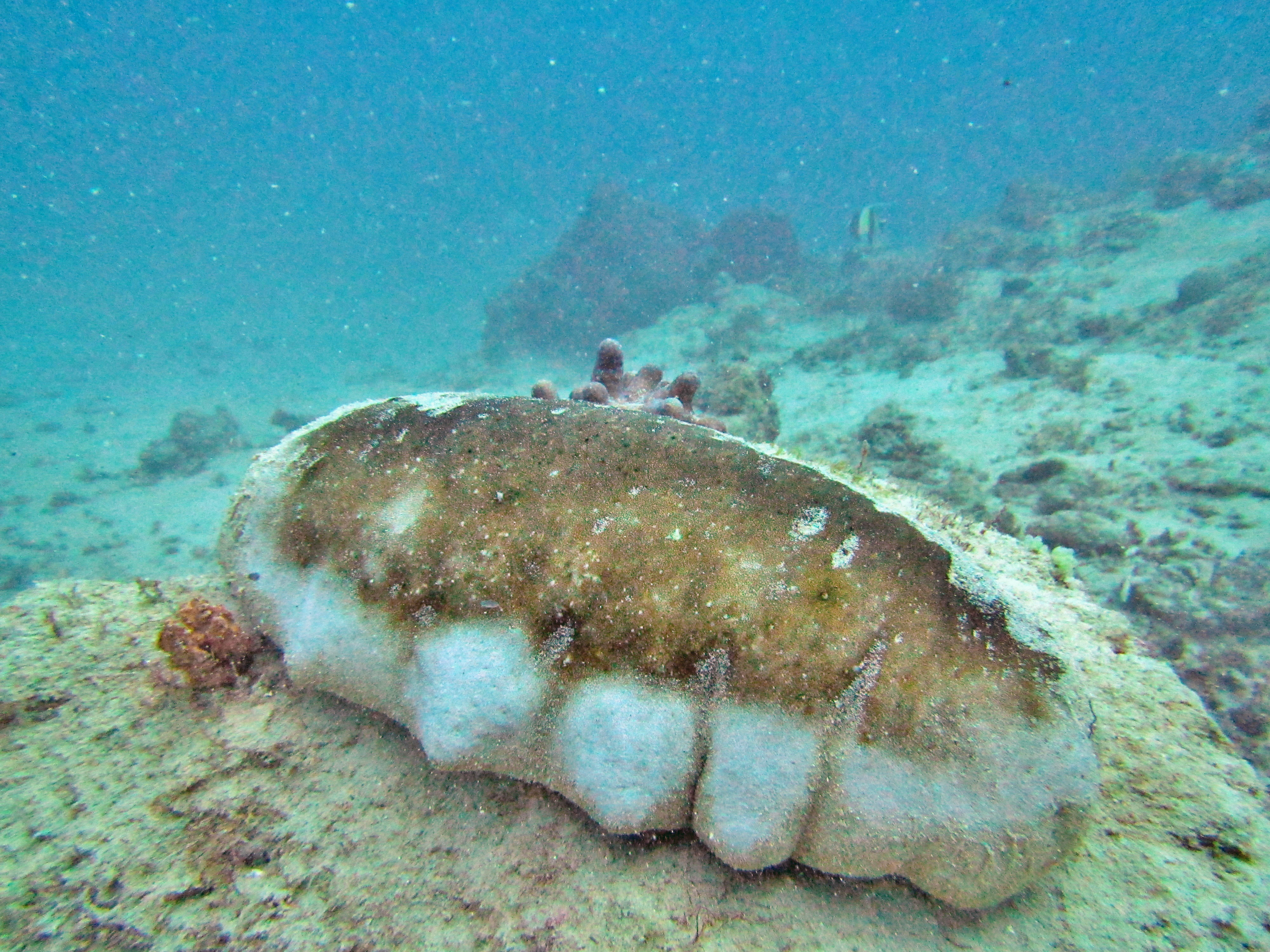
Holothuria fuscogilva
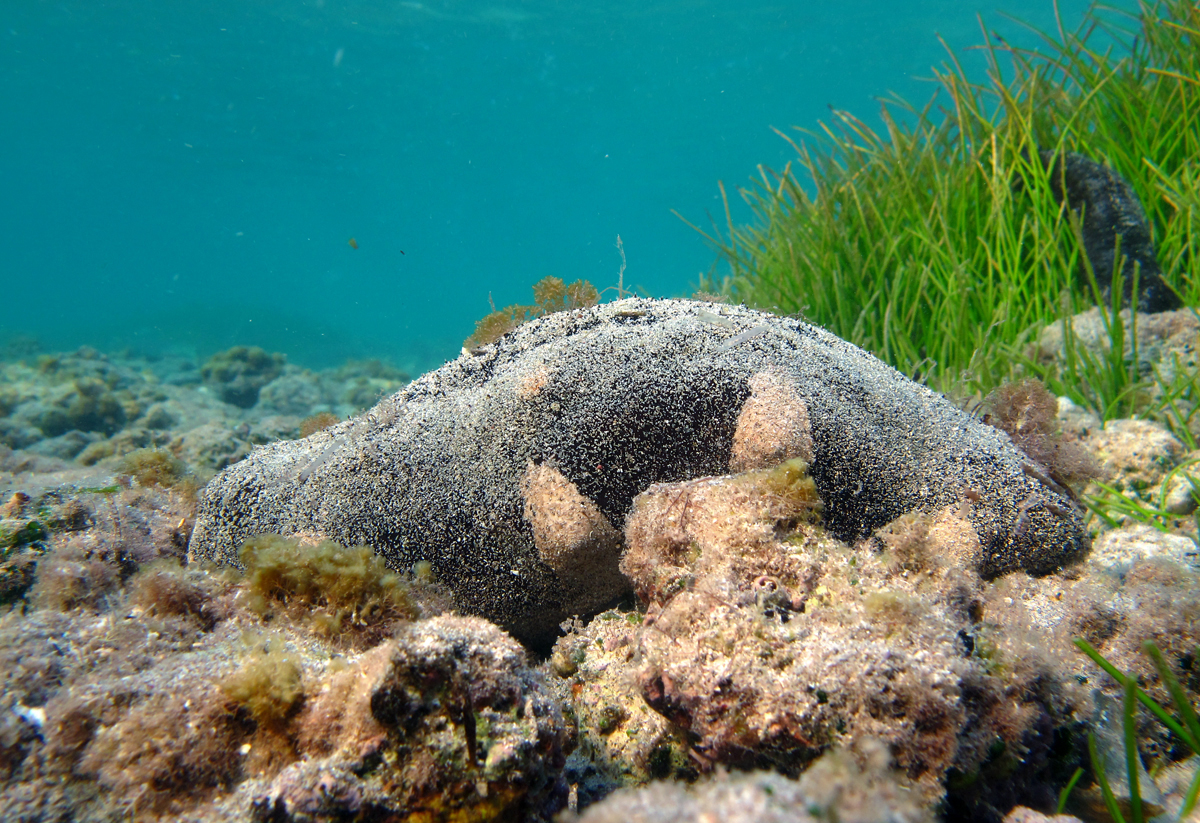
Holothuria nobilis
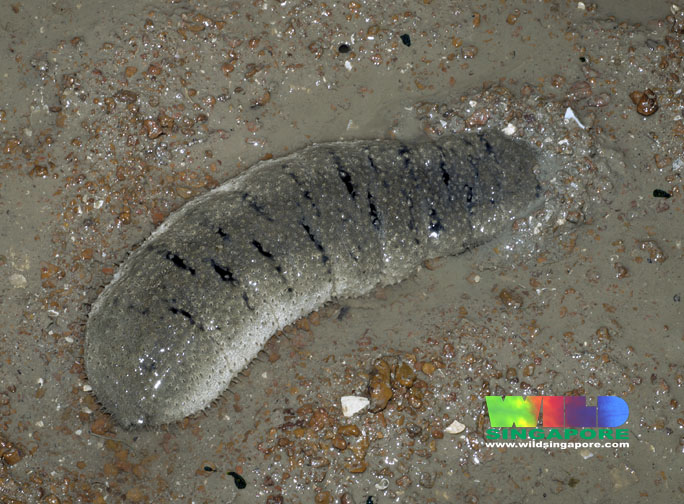
Holothuria scabra
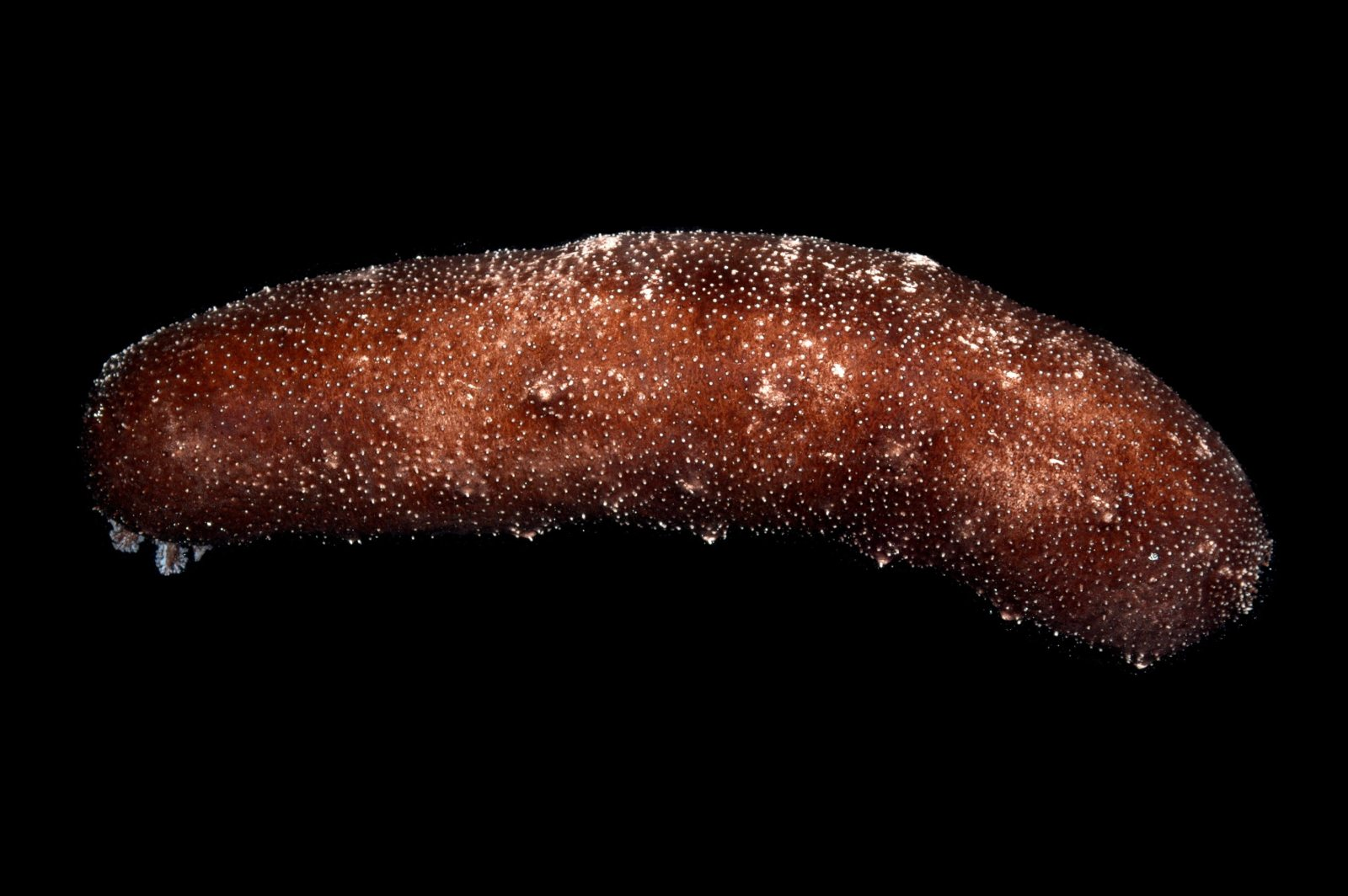
Holothuria whitmaei
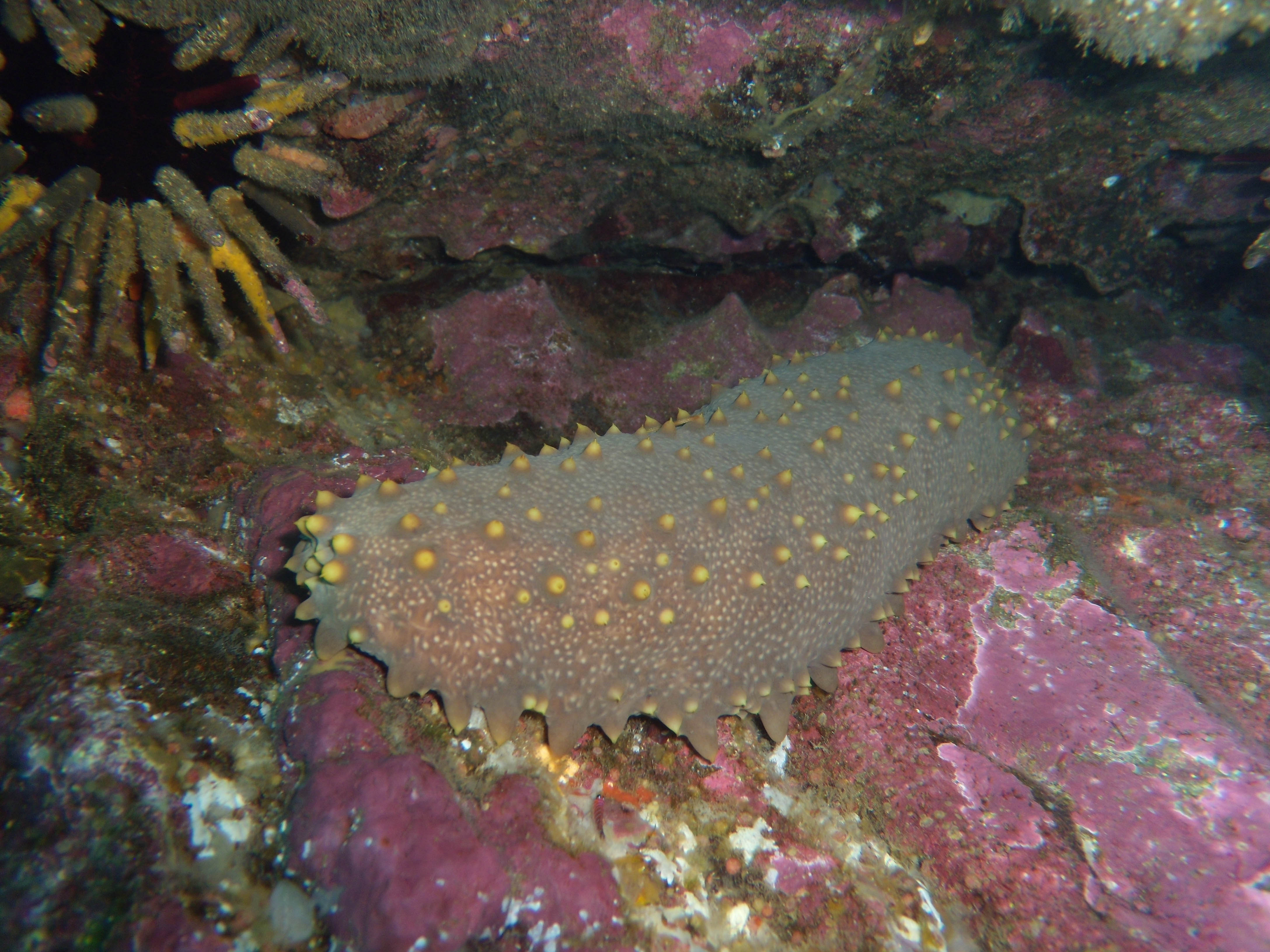
Isostichopus fuscus
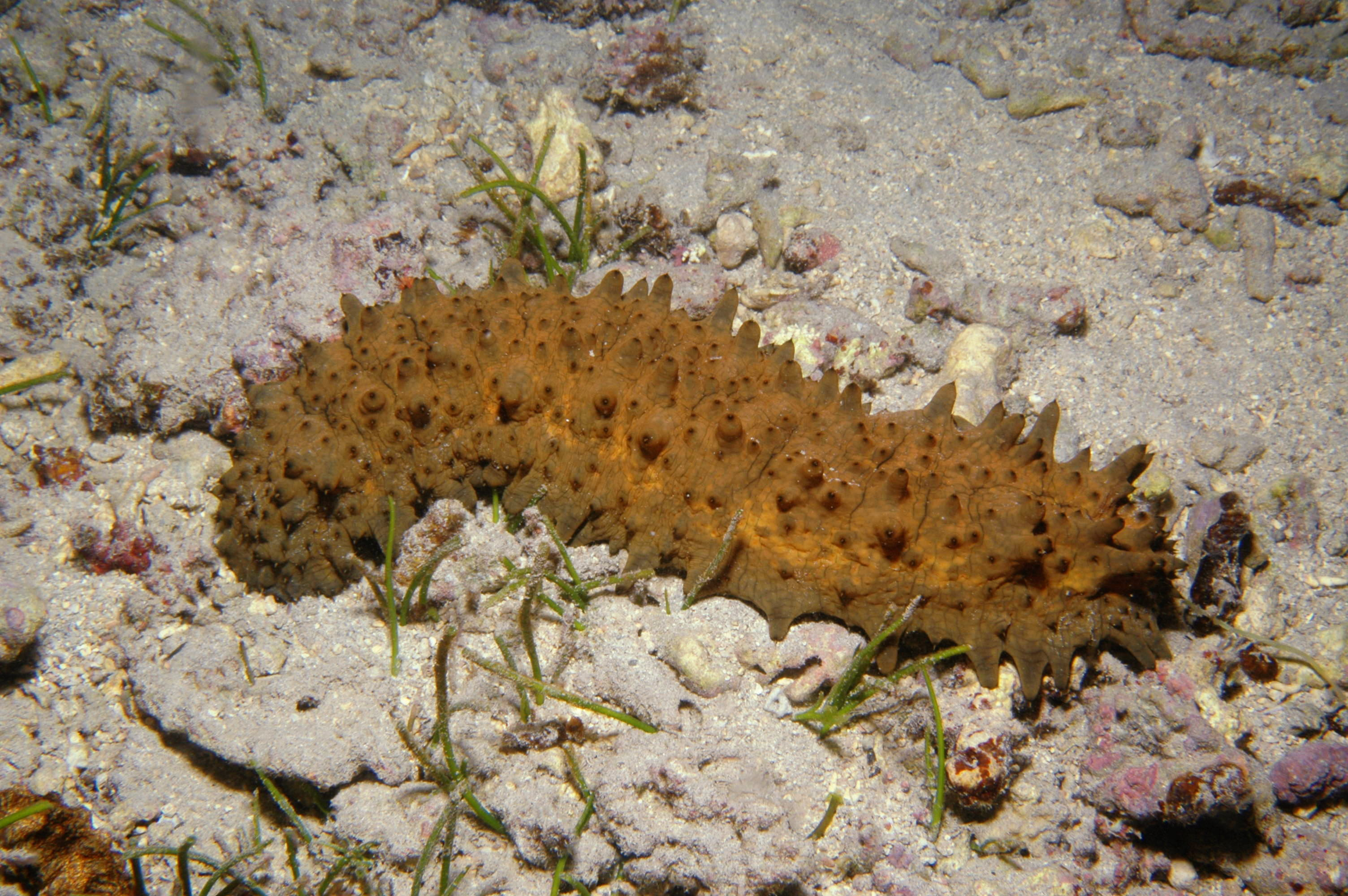
Stichopus herrmanni
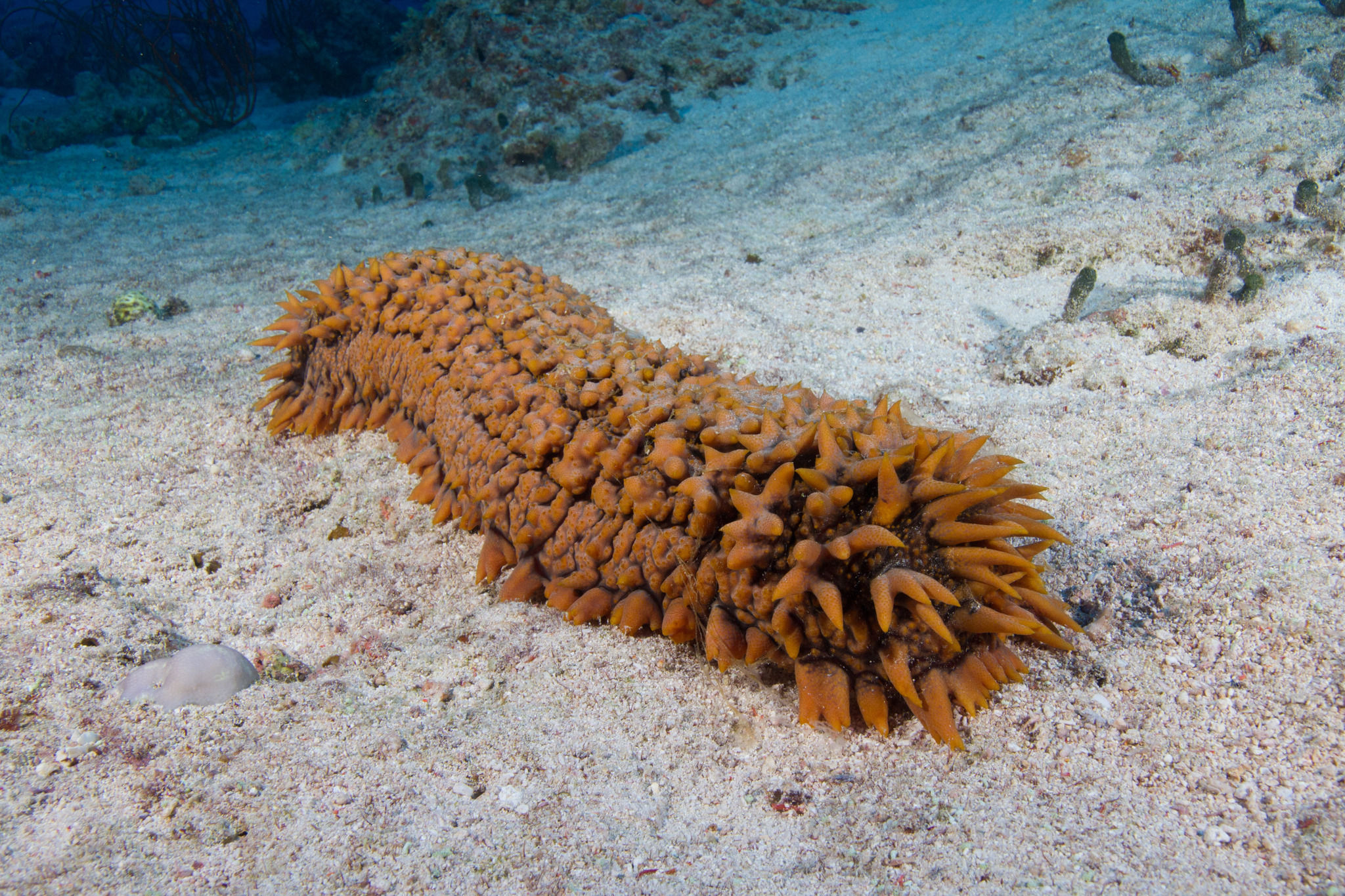
Thelenota ananas

## ТипХордовые(Chordata)

### КлассМиксины(Myxini)
Eptatretus longipinnis
 Eptatretus octatrema
 Myxine garmani
 Myxine paucidens
 Myxine sotoi
 Paramyxine cheni
 Paramyxine fernholmi
 Paramyxine nelsoni
 Paramyxine taiwanae

### КлассМиноги(Petromyzontida)
Entosphenus minimus
 Eudontomyzon hellenicus
 Eudontomyzon sp. nov. «мигрирующий» — вымерший вид хищных анадромных проходных миног, до начала XX века обитавших в низовьях крупных рек Северного Причерноморья: Днепра, Днестра, Южного Буга, Дона и Кубани. О существовании проходного вида миног в этом регионе известно из литературы, однако научного описания как такового данный вид не имеет. Эти миноги были объектом особого рыболовного промысла в весеннее и осеннее время в низовьях упомянутых рек, в том числе в низовье Днепра, где отсутствует близкий пресноводный вид E. mariae. Тем не менее, истинные причины исчезновения этих животных неизвестны. Последний раз этих миног встречали в конце XIX века, предположительно именно тогда данный вид вымер. Попытки обнаружить мигрирующих миног в упомянутых реках в наши дни были безуспешными. Местные рыбаки также не знают о существовании таких миног. Известно, что для размножения эти миноги весной мигрировали в верховья рек, где нерестились на участках с чистой водой и гравийным дном или на затопленных во время половодья территориях. Заходили ли эти миноги в моря, неизвестно.

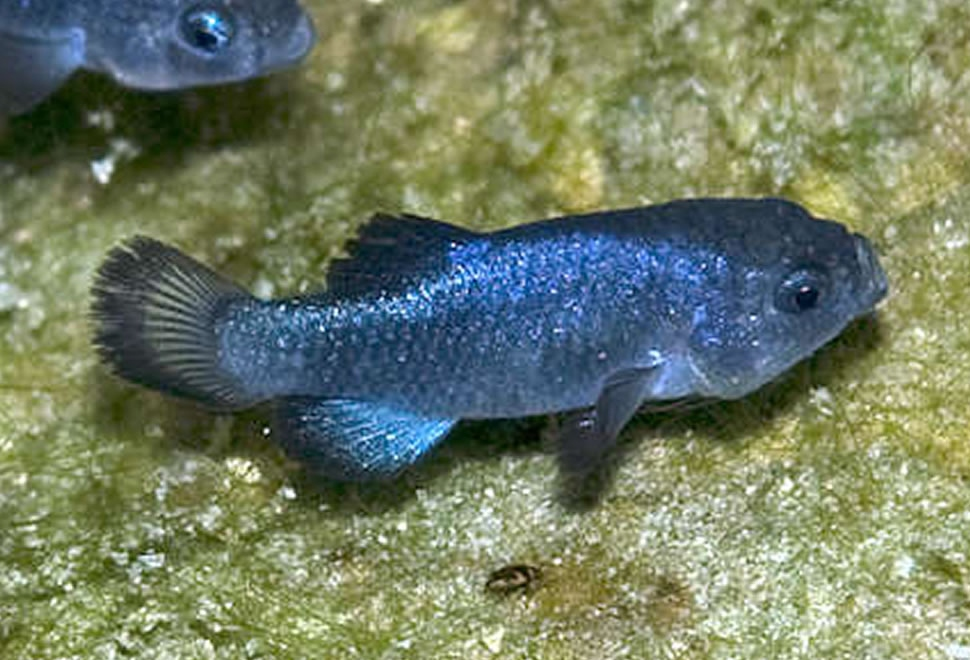
Cyprinodon diabolis, находящийся в наибольшей опасности вид рыб.

 Lampetra hubbsi
 Lampetra lanceolata
 Lampetra spadicea
 Mordacia praecox

### Рыбы(Pisces)
См. Список угрожаемых видов рыб
В Красный список угрожаемых видов МСОП занесено 2370 редких и исчезающих видов и 22 подвида рыб из 3 классов: лучепёрых (Actinopterygii, 2170 видов и 22 подвида), хрящевых (Chondrichthyes, 198 видов) и лопастепёрых рыб (Sarcopterygii, 2 вида латимерий). Из них 1233 вида и 8 подвидов — уязвимые, 672 вида и 10 подвидов — вымирающие и 465 видов и 4 подвида — находящиеся на грани исчезновения. Ещё 6 видов лучепёрых рыб считаются исчезнувшими в дикой природе, а 63 вида — уже полностью вымершими. Всего в настоящее время известно примерно 33 700 видов рыб. Таким образом, более 7 % всех видов этих животных находятся под угрозой исчезновения.

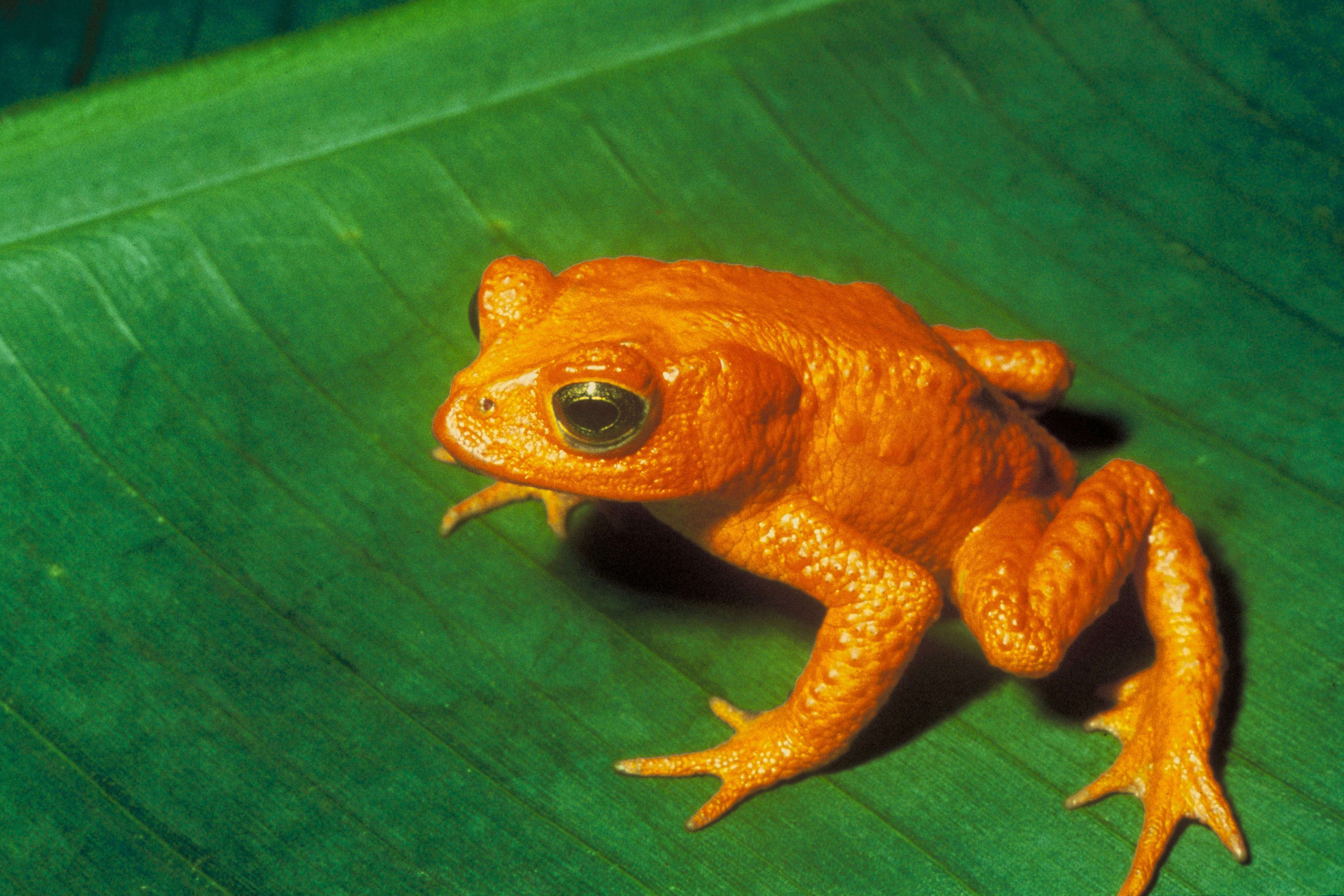
Оранжевая жаба вымерла на рубеже 1980-90-х гг. вследствие хитридиомикоза, уничтожения среды обитания и изменений климата.

### КлассЗемноводные(Amphibia)
См. Список угрожаемых видов земноводных
В Красный список угрожаемых видов МСОП занесено 2100 редких и исчезающих видов и 1 подвид земноводных: из них 679 видов — уязвимые, 869 видов — вымирающие и 552 вида и 1 подвид — находящиеся на грани исчезновения. Ещё 2 вида бесхвостых амфибий — жабы Anaxyrus baxteri и Nectophrynoides asperginis — значатся в данном списке как исчезнувшие в дикой природе, а 33 вида — как уже полностью вымершие. Всего известно 7763 вида земноводных. Таким образом, более четверти всех видов этих животных находятся под угрозой исчезновения и количество таких видов постоянно увеличивается. В последние десятилетия особую опасность для многих амфибий представляет широко распространившееся по всему миру инфекционное заболевание хитридиомикоз, вызываемое патогенными грибками рода Batrachochytrium, из которых особенно опасен B. dendrobatidis, вызвавший панэпизоотию хитридиомикоза, приведшую к массовому вымиранию земноводных в тропических районах планеты.

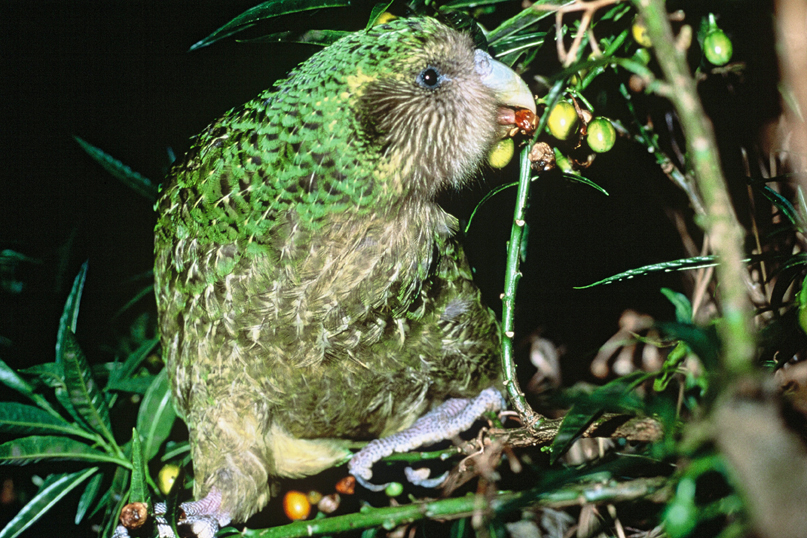
Попугай какапо, в 2016 г. насчитывалось всего 126 птиц этого вида.

### КлассПресмыкающиеся(Reptilia)
См. Список угрожаемых видов пресмыкающихся
В Красный список угрожаемых видов МСОП занесено 1215 редких и исчезающих видов и 31 подвид пресмыкающихся: 465 видов и 9 подвидов — уязвимые, 484 вида и 9 подвидов — вымирающие и 266 видов и 13 подвидов — находящиеся на грани исчезновения. Ещё 2 вида ящериц, сцинк Cryptoblepharus egeriae и геккон Lepidodactylus listeri, и пресноводная черепаха Nilssonia nigricans считаются исчезнувшими в дикой природе, а 28 видов рептилий — уже полностью вымершими. Всего известно 10 544 вида пресмыкающихся. Таким образом, более 11 % всех видов этих животных находятся под угрозой исчезновения.

### КлассПтицы(Aves)
См. Список угрожаемых видов птиц
В Красный список угрожаемых видов МСОП занесено 1469 редких и исчезающих видов птиц: из них 786 видов — уязвимые, 461 вид — вымирающие и 222 — находящиеся на грани исчезновения. Ещё 5 видов пернатых считаются исчезнувшими в дикой природе, а 156 видов — полностью вымершими в историческое время. Всего известно 10 694 вида птиц. Таким образом, почти 14 % всех видов этих животных находятся под угрозой исчезновения, а 1,5 % — уже полностью вымерли по вине человека.

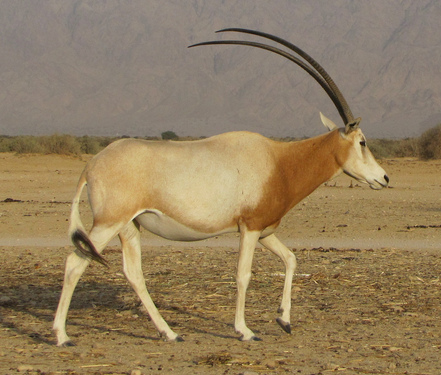
Сахарский орикс исчез в дикой природе уже в конце XX века.

### КлассМлекопитающие(Mammalia)
См. Список угрожаемых видов млекопитающих
В Красный список угрожаемых видов МСОП занесено 1204 редких и исчезающих вида и 202 подвида млекопитающих, из них 526 видов и 56 подвидов — уязвимые, 476 видов и 85 подвидов — вымирающие и 202 вида и 61 подвид — находящиеся на грани исчезновения. Ещё 2 вида парнокопытных, олень Давида и сахарский орикс, значатся в данном списке как исчезнувшие в дикой природе, а 81 вид и 12 подвидов млекопитающих — как уже полностью вымершие в историческое время. Всего на 2005 год было известно 5416 видов млекопитающих. Таким образом, более чем пятая часть всех видов этих животных находится под угрозой исчезновения, а по меньшей мере 1,5 % — уже полностью вымерли по вине человека.